# Historia del antiguo Israel

El Levante en el, con las fronteras del Egipto antiguo (época de la correspondencia de Amarna).

Antiguas rutas levantinas, c. 1300 a. C.

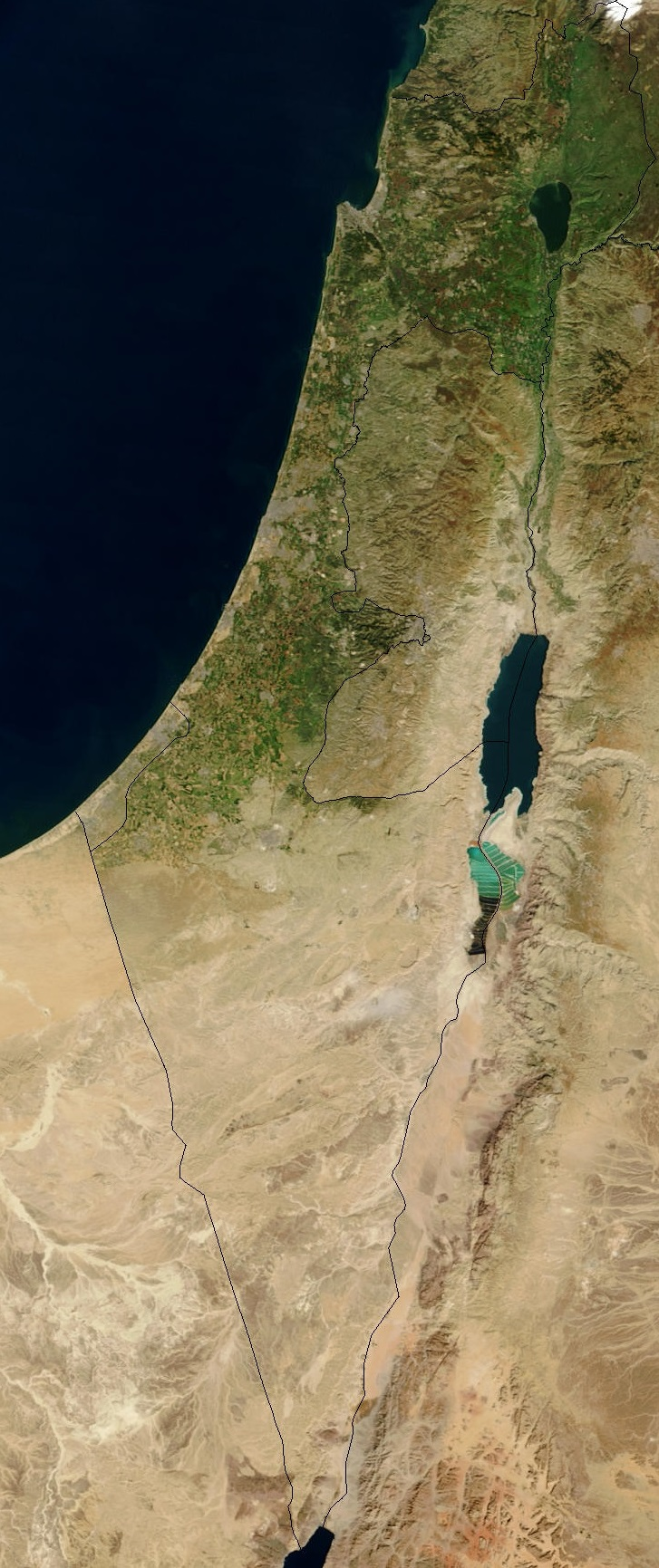
Israel desde el espacio.

La historia del Israel antiguo comprende la historia de los israelitas, es decir, de los habitantes de los otrora reinos de Israel y de Judá, dos Estados de la Edad de Hierro ubicados en el antiguo Oriente Próximo. Los restos arqueológicos más antiguos de la civilización israelita se fechan entre los siglos XII a. C. y X a. C. y el nombre «Israel» se menciona por primera vez en el 1209 a. C. En el siglo X a. C., el Reino de Israel se convirtió en una potencia regional hasta su conquista por el Imperio asirio en el 722 a. C. El Reino de Judá, situado al sur de Israel, surgió alrededor del siglo IX a. C. y VIII a. C. y, tras ser un reino independiente, se convirtió en un estado clientelar primero del Imperio asirio y después del Imperio babilónico. Cuando los israelitas se levantaron contra la dominación babilonia, el Imperio babilonio conquistó y destruyó la ciudad de Jerusalén y llevó a los judíos al exilio en lo que se conoce como el Cautiverio de Babilonia.
Se concentra especialmente en el estudio de los hebreos o israelitas durante este período, y de forma secundaria en los otros pueblos con los que convivieron —como amonitas, amorreos, fenicios, filisteos, hititas, madianitas y moabitas—. Las fuentes sobre este período son principalmente los escritos bíblicos —la Biblia hebrea o Tanaj, conocida por los cristianos como Antiguo Testamento—, el Talmud, el libro etíope Kebra Nagast y los escritos de Nicolás de Damasco, Artapano de Alejandría, Filón de Alejandría y Flavio Josefo. Asimismo, otra fuente principal de información son los descubrimientos arqueológicos en Asiria, Babilonia, Egipto o Moab, así como los vestigios e inscripciones en el propio territorio de estudio de las regiones.

## Introducción
La historia de la región ocupada más adelante por los reinos de Israel y Judá ofrece problemas particulares para el historiador moderno. Debido a la asociación de esta área con lo relatado en la Biblia, hay una tendencia a ver la historia del Levante mediterráneo desde una perspectiva casi puramente bíblica, prestando escasa atención al período posbíblico. Los estudios arqueológicos han tendido a verse a través del relato bíblico, haciendo difícil de entender la historia de esta importante zona dentro del contexto arqueológico de la totalidad de Oriente Próximo.
Por ello es difícil dar una visión que sea apoyada por la totalidad de los historiadores. Las fechas exactas y las precisiones que pudieran dar están en continuo debate, no hay acontecimientos bíblicos cuyo año exacto se pueda validar por fuentes externas antes del siglo IX a. C. (coronación de Omrí, rey de Israel): todas las fechas anteriores son extrapolaciones. Además, la Biblia no se presta muy fácilmente a estos cálculos, no indica más referencias que la vida de los distintos personajes, y la línea histórica debe ser reconstruida agregando datos, un proceso que introduce errores por redondeo. Las fechas más antiguas utilizan la Biblia como única fuente, una visión llamada maximalista.
Los minimalistas discuten que algunos acontecimientos sucedieran, y afirman que las fechas son dudosas: si la misma existencia del Reino unido de Israel está en duda, es insustancial afirmar que se desintegró en 922 a. C. Philip Davies por ejemplo, explica cómo el Canon bíblico puede haberse realizado solamente para gente con una larga tradición en lectura y escritura, que se encuentran solamente en la última época persa o primera helenística, y afirma que los relatos de períodos anteriores son en gran parte reconstrucciones basadas en tradiciones orales. Los minimalistas no discuten que algunos de los acontecimientos posteriores al siglo IX a. C. tengan corroboración, como la estela de Mesha; la discrepancia surge en el período anterior, donde el relato bíblico parece estar en desacuerdo con lo descubierto por la arqueología moderna.
Otro problema es el causado por diferencias sobre terminología de los periodos históricos. Por ejemplo, el período en el final de la Edad Antigua del bronce el principio de la media, es llamado EB-MB por Kathleen Kenyon, MB I por Guillermo Foxwell Albright, cananita medio I por Yohanan Aharoni, y bronce temprano IV por Guillermo Dever y Eliezer Oren.

### Periodización

#### Definición del fin del período
Suele haber dos interpretaciones de lo que se consideraría el límite más tardío de la locución «Israel antiguo». Muchos académicos consideran como posterior a esta periodización el período del Segundo Templo, coincidiendo en gran medida con la Antigüedad clásica y, hacia finales del período, con la fundación del cristianismo. Según esta acepción, el fin del Israel bíblico acaecería con la conquista neobabilónica, y más aún, con el Cautiverio de Babilonia, y que los hebreos retornados a Tierra Santa de la cautividad ya podrían ser identificados más como ‘judíos’ que como ‘israelitas’. Tratándose de finales de este período, hacia la destrucción del Segundo Templo por los romanos, la mayoría de fuentes histórico-religiosas ya no serían bíblicas sino rabínicas y exteriores.
La otra acepción incluye en la definición también el período del Segundo Templo —siendo más bien una definición conceptual— argumentando que si bien hubo un antes y un después del cautiverio babilónico, se trata de una continuación del relato israelita, que forma parte de la narrativa hebrea y las tradiciones judías (y que el Segundo Templo en sí se considera desde esta perspectiva la continuación del Templo de Salomón). Es decir, que aunque no se puede hablar de un Israel como entidad política (de hecho, tampoco lo hubo en la última época del Reino de Judá), sí se puede referirse al período histórico como parte de este concepto. Muchas veces se habla del «antiguo Israel en el sentido estricto del término» vs. «el antiguo Israel en el sentido más amplio».

## Civilizaciones en Israel

### En la Biblia
El Génesis narra el principio de Israel y lo vincula a tres patriarcas; Abraham, Isaac y Jacob, el último también conocido como Israel y del cual derivó posteriormente el nombre de la tierra. Jacob, llamado un «arameo vagabundo» (Deuteronomio 26:5), regresó a Harán, el hogar de sus antepasados, para obtener esposa. Durante su regreso desde Harán a Canaán cruzó el Jaboc, un afluente oriental del río Jordán (Génesis 32:22-33). Enviando a su familia y criados lejos, esa noche luchó en un lugar que se llamó en adelante Peniel, con un ángel que por la mañana le pidió su nombre. Desde entonces lo renombraron «Israel», 'el que pelea con Dios'. Fue padre de 12 hijos, de sus esposas Lea y Raquel (hijas de Labán), y de sus sirvientas Bilha y Zilpa. Los doce fueron llamados los Hijos de Israel. Esta historia sobre los orígenes de Israel lo localiza en la zona oriental de Jordania. Los siguientes relatos se trasladaron al oeste con la historia del saqueo de Siquem (Génesis 34:1-33), después de lo cual el área de la colina de Canaán se considera como la base desde la que creció Israel.

### Historicidad
Guillermo F. Albright, Nelson Glueck y E. A. Speiser han situado este relato en el bronce medio basándose en tres puntos: nombres personales, modo de la vida, y costumbres. Otros eruditos, sin embargo, han sugerido fechas más tardías para la edad patriarcal pues estas características fueron duraderas en la vida del Cercano Oriente. Cyrus Gordon, basando su discusión en la llegada de pastores nómadas monoteístas durante el final de la época de Amarna, sugirió que es más correcto situarlo en la última edad de bronce. Juan Van Seters, basándose en el uso generalizado de camellos, en los reyes filisteos de Gerar, en la existencia de una economía monetaria y en la compra de tierra, asegura que la historia pertenece a la edad de hierro. Otros eruditos (particularmente, Martin Noth) encuentran difícil el determinar cualquier período para los patriarcas, y sugieren que la importancia de los textos bíblicos no es necesariamente su historicidad, sino el indicar cómo funcionaba la sociedad israelita durante la Edad de los Metales.
Más recientemente, análisis por activación de neutrones realizados por Jan Gunneweg de la Universidad Hebrea de Jerusalén, estudiando asentamientos asociados con el principio de la edad de hierro, demuestran evidencia de un movimiento de colonos en el área desde el noreste, lo que está acorde con esta historia.

## Prehistoria
Excavaciones al sur del lago de Tiberiades y en otras partes del valle del Jordán han permitido sacar a la luz rastros de homínidos que se remontaban al paleolítico inferior, o sea datadas hace más de un millón de años. Otros fósiles descubiertos tienen una edad aproximada de 300 000 años, y el uso de cuevas por el hombre parece comenzar en el Achelense superior. El fósil del hombre de Galilea tiene una antigüedad de cerca de 140 000 años.
- Entre el milenio xi y el ix a. C. se desarrolla en Canaán la civilización Natufiense, seguramente nómada, de la que se encuentran algunos vestigios. Esta civilización estaría compuesta por dos grupos de poblaciones ligeramente diferentes, por una parte los antepasados de pueblos del tipo eurafricano (los que serían Canaán, Mesopotamia, Irán y Anatolia en tiempos históricos) y los ancestros de pueblos protomediterráneos, también numerosos en Canaán.
- A partir del milenio ix a. C. las tribus neolíticas domesticaron plantas, animales, se sedentarizaron y practicaron la agricultura y la ganadería. Entre los años 10 000 y 8000 a. C., las herramientas de hueso adquieren importancia y los útiles de piedra un desarrollo característico. Durante este período las condiciones climáticas son favorables a los asentamientos humanos, con más precipitaciones y temperaturas suaves.
- A partir del milenio vii a. C. la ciudad de Er Riha (Jericó) se alza como una de las más antiguas del mundo, es la época en que se constituyen las primeras ciudades. Durante el último cuarto de este milenio aparece la cerámica, así como otras formas de artesanía.
- Canaán del milenio vi y de la primera mitad del v a. C. se conoce mal, se suponen desplazamientos de población que pueden ser debidos a variaciones climáticas. Tanto las montañas como la región costera están ocupadas por una civilización de carácter forestal, como da prueba el predominio de instrumentos destinados al trabajo de la madera.
  - A mediados del milenio v a. C. los asentamientos antiguos del valle del Jordán, como Jericó, fueron ocupados de nuevo debido a la mejora de las condiciones climáticas.
  - Al final del milenio v a. C. Canaán alcanzó un nivel de desarrollo económico y cultural que le acercaba al de las civilizaciones del norte de Siria que se habían beneficiado antes de influencias mesopotámicas.
- Milenio iv a. C.: La civilización cananea se organizó con un sistema de ciudades-Estado, fruto de la fusión entre agricultores sedentarios y pastores seminómadas.
  - En la primera parte del milenio llegaron desde el norte las técnicas metalúrgicas y el trabajo del marfil. Aparecieron estructuras técnicas y económicas adaptadas a las regiones secas: allí se instalaron pequeñas colectividades que vivían del cultivo de cereales y de la cría de ganado mayor y menor.
  - En la segunda mitad del milenio iv a. C.comienza la influencia egipcia sobre la región.
  - Hacia el final, la civilización de los agricultores y ganaderos desaparece sin que sea posible establecer vínculos con la formación de la civilización cananea del milenio iii a. C. Hasta 2400 a. C. el clima fue un poco más húmedo que hoy día.

El comienzo de intercambios entre Canaán y Egipto gracias al Camino de los Reyes que cruzaba el desierto de Sinaí, hacia el final del milenio iv a. C., es un acontecimiento de primera importancia ya que hasta entonces Canaán había sido un «callejón sin salida» sujeto solamente a influencias asiáticas. Estas relaciones tomaron una amplitud considerable, gracias a la utilización de bueyes como animales de tiro, capaces de cruzar los aproximadamente 200 kilómetros de casi desierto que separan el sur cananeo del delta del Nilo. Por lo tanto, el Levante comienza a desempeñar el papel de zona de paso, donde se cruzaban las influencias, y a menudo las armas, de los grandes imperios de Egipto y el Oriente Próximo asiático.
- El milenio iii a. C. es el de la civilización cananea que se extiende hasta tiempos históricos. Aunque la escritura no aparezca en la región antes de la segunda mitad del milenio ii a. C., habida cuenta del estado de superproducción, centralización y redistribución de los excedentes alimentarios, los historiadores consideran que este nuevo orden económico, social y político señala la entrada en la historia en el transcurso del milenio iii a. C. Debido a los intercambios con Egipto, la región se desarrolla y se enriquece, especializándose en el comercio de cerámica, mientras numerosas ciudades se desarrollan y consolidan.

## Periodo cananeo: del milenioiiia.C.alsigloXVIa.C.
Los historiadores consideran generalmente que el período cananeo se extiende desde el principio del milenio iii a. C. hasta el final del siglo XVI a. C.
Al final del milenio iii a. C., las poblaciones seminómadas cruzaron el Jordán y penetraron en Canaán, causando el hundimiento de las estructuras socioeconómicas existentes: se destruyeron y abandonaron las ciudades, y la economía volvió a la ganadería. A partir del siglo XIX a. C. comenzó un aumento de los asentamientos permanentes y una disminución del número de tribus, pero permaneciendo aún muy cerca de la organización tribal. Este período durante el cual los desplazamientos entre Asia, desde Mesopotamia, y Egipto eran intensos, corresponde a un momento de agitación interno que sirvió de preludio a la invasión de Egipto por los hicsos (Príncipes de los países extranjeros). Durante este mismo período, las ciudades cananeas comenzaron a rodearse con murallas. La existencia de la ciudad cananea de Ourousalim (Jerusalén) se certifica en escritos que datan del siglo XXI a. C.
Los ataques e infiltraciones repetidos abrieron a los hicsos el camino hacia la parte oriental del delta del Nilo, donde se instalaron e hicieron de Avaris su capital en el siglo XVI a. C. En esta época, Canaán, parte de un imperio colocado bajo la autoridad de Avaris, alcanzó un nivel de civilización notable: potentes fortificaciones rodeaban las residencias de los reyezuelos cananeos, en guerra permanente unos contra otros y que recurrían a los carros de guerra arrastrados por caballos. Las desigualdades sociales se muestran claramente: Se construían espaciosas residencias que contrastaban con los cuchitriles que sus contemporáneos ocupaban. Las tumbas, cavadas en la roca, eran sepulturas generalmente familiares; armas y joyas de buena calidad acompañaban los restos de los difuntos afortunados. En el ámbito de la cerámica, las formas imitan al metal. Se ve extenderse por la región una alfarería hicsa: negra, pulida e incrustada de pasta de caliza blanca, así como trabajos sobre marfil de gran calidad; también son reputados los cananeos del norte (protofenicios) por el tinte en púrpura.
- Hacia 1850 a. C. la ciudad de Ascalón se convirtió en capital de un reino y en puerto muy activo sobre el Mar Mediterráneo, desde donde se exportaban los productos del interior. Rodeada de una muralla de 2 km de circunferencia, la ciudad debía contar con cerca de 15 000 habitantes.
- En esta época comienza la migración de las tribus de Israel hacia Canaán, posiblemente desde el sur de la región caucásica. No existe documentación histórica verificable. Según el Antiguo Testamento, es el periodo correspondiente a Abraham, Isaac y Jacob, que abarcaría hasta 1650 a. C. aproximadamente.
- Completando la liberación nacional emprendida por los faraones de la decimoséptima dinastía, Amosis I se apoderó de Avaris y expulsó a los hicsos hasta Asia. Así pues, hacia mediados del siglo XVI a. C. Egipto conquistó Canaán donde el protectorado egipcio se mantuvo durante tres siglos y medio, durante los cuales la situación internacional sufre numerosas modificaciones: los conflictos con los hititas y las frecuentes rebeliones de los beduinos acampados en el Negev y Sinaí implicaron destrucciones, saqueos, y deportaciones.

## Dominio egipcio

Imperio hitita entre 1560 y 1300 a. C.

En el Éxodo se relata cómo algunos de los descendientes de Israel se convirtieron en esclavos egipcios. Se han dado varias explicaciones para relatar las circunstancias bajo las cuales esto ocurrió, algunos historiadores creen que pudo haberse debido al cambio de las condiciones políticas en Egipto: en 1650 a. C. el norte de Egipto fue conquistado por tribus de un pueblo llamado Hicso por los egipcios, al parecer una mezcla de semitas y de hurritas. Los hicsos fueron expulsados por Amosis I (1550-1525 a. C.), el primer faraón de la decimoctava dinastía con la que comienza el Imperio Nuevo. Amosis destruyó la capital de los hicsos en Avaris y sus sucesores conquistaron la ciudad de Saruhen (cerca de Gaza), y destruyeron confederaciones canaanitas en Megido, Hazor y Qadesh.
Tutmosis III (1504 a. C. al 1450 a. C.) estableció el imperio de Egipto sobre el occidente del Cercano Oriente, derrotando a la confederación cananea en Megido y tomando la ciudad de Joppa, trasladando la frontera desde el Sinaí a la curva de Éufrates, logrando la máxima extensión territorial en la zona. (No son pocos los eruditos que lo mencionan como el emperador del Éxodo)
El dominio egipcio se mantuvo en la región de Canaán (zona en la cual debían emerger Israel y Judá) hasta el reinado de Ramsés VI, quien reinó cerca 1150 a. C.

Cronología aproximada:
- 1440 a. C.: reinado de Amenhotep II (circa 1450-1424 a. C.), durante el cual se encuentra en los textos egipcios la primera mención del pueblo Habiru (posiblemente hebreos).[16] La evidencia recientemente descubierta parece indicar que muchos habirus hablaban hurrita;[17] posiblemente era una casta social más que un grupo étnico, e incluso pueden haber estado incorporados en los grupos tribales de los primeros israelitas.[18][19][20]
- Circa 1400 a. C.: primera mención a los shasu en expedientes egipcios encontrados en el sur del Mar Muerto. Shasu es un nombre que contiene un grupo yavista, aunque la inscripción egipcia de Amenhotep III, en el templo de Soleb, "Yhw en la tierra del Shasu", no utiliza el determinativo para un dios ni para la gente, sino para el nombre de un lugar.
- 1350-1330 a. C.: la correspondencia de Amarna da cuenta detallada de las cartas intercambiadas durante el período de dominación egipcia en Canaán durante el reinado de Akenatón. Los alcaldes locales, tales como Abdi Khepa de Jerusalén y Labaya de Siquem, eran delegados del faraón, y actuaban en su favor. Akenaton les informa de haber enviado a la región a un regimiento de Medjay (Nubia) para mantener orden. En este período comienza la expansión hitita en el norte de Siria, y se conoce la propagación de una epidemia en la región.
- 1300 a. C.: algunos comentaristas de la Biblia calculan el nacimiento de Moisés alrededor de esta fecha. Pero otros lo colocan antes del 1500 a. C.

- 1292 a. C.: comienza la Dinastía XIX con el reinado de Ramsés I. Ramsés II (1279-1213) firmó un tratado con los hititas después de cederles el norte del Levante. Condujo una campaña a través del territorio que más tarde sería Israel, después de la rebelión de los shasu que siguió a la batalla de Qadesh, estableciendo una guarnición egipcia en Moab.
- Circa 1200 a. C.: el imperio hitita de Anatolia fue conquistado por tribus llegadas del oeste. Los cananeos de la costa norte, (llamados posteriormente "fenicios" por los griegos) pudieron haber sido desplazados temporalmente, pero regresaron tras la marcha de los invasores que no se asentaron en el lugar.[21]
- 1187 a. C.: Invasión de Egipto por los Pueblos del Mar. Entre ellos estaba un grupo llamado P-r-s-t (primero registrado por los egipcios como P-r/l-s-t) identificado generalmente con los filisteos. Aparecen en una inscripción del templo construido por Ramsés III en Medinet Habu, donde describe su victoria contra los pueblos del mar. Los estudiosos de la biblia del siglo XIX identificaron la tierra de los filisteos (Filistea o Plesheth, con el significado hebreo de "invasores")[22] con Palastu y Pilista de las inscripciones asirias, según el diccionario de la Biblia de Easton (1897). Otros grupos además de los filisteos eran los tjekker, dananeos y shardana. El contraataque de Ramsés III destruyó la mayoría de los sitios cananeos. El mismo faraón permitió más adelante a los filisteos y tjekker, y posiblemente también a los dananeos, reconstruir las ciudades del camino costero, llamadas en el Éxodo el Camino de los Filisteos, nombre que se utiliza para denotar la región costera habitada por este pueblo. Las cinco ciudades filisteas principales eran Gaza, Ashdod, Ekron, Gath, y Ascalón. La arqueología moderna sugiere intercambios culturales con Micenas. Aunque los filisteos adoptaron la cultura y la lengua local cananea antes de dejar cualquier texto escrito, se achaca un origen indoeuropeo para las pocas palabras filisteas conocidas.
- 1150 a. C.: problemas internos de Egipto conducen a la retirada de las guarniciones egipcias asentadas en Bet She'an, en el valle del Jordán, Megido y Gaza, durante el reinado de Ramsés VI.

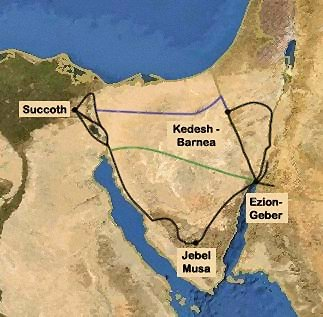
Posibles rutas del Éxodo, según el relato bíblico.

El período entre el final de la decimoctava y principios de la vigésima dinastía fue particularmente confuso. La Biblia especifica que los israelitas salieron de Egipto 480 años antes de que el rey Salomón construyera el Templo (1.º Re 6:1). Esta construcción data aproximadamente del año 970 a. C. por lo que la fecha aproximada para el Éxodo resulta ser 1450 a. C., sugiriendo que Tutmosis III pudo haber sido el faraón relacionado con el Éxodo.
El Éxodo de Egipto de los israelitas y su cronología están en permanente debate. Sin embargo, dado que la Biblia indica que los hebreos partieron de la ciudad llamada Ramesés y a hacia Sucot, ciudades que son datadas en el siglo XIII a. C., durante el período en que Ramsés II gobernaba Egipto, en el campo de la investigación se considera el año 1250 a. C. H.W.F. Saggs observa en sus escritos académicos que:

La mención de la ciudad de Ramesés en Éxodo 1:11 en tanto que localidad de almacenaje, construida en parte por los esclavos israelitas, ofrece de hecho un indicio cronológico, dado que hoy es sabido que Ramsés II construyó una ciudad, Per-Ramsés —Pi-Ramsés—, la cual se corresponde con el nombre proporcionado por la Biblia. Ello tiende a posicionar la esclavitud de los hebreos en Egipto y su salida de ese país en el siglo XIII a. C.

Evidencia extrabíblica de la presencia israelita en Canaán se encuentra seis años después de la muerte de Ramsés II, en la Estela de Merenptah, en una inscripción realizada por ese faraón sobre su campaña militar en tierras de Canaán hacia 1210-1208 a. C. Además de ello, algunos eruditos sostienen que se ha encontrado otra referencia más antigua a «Israel» en el llamado Relieve de pedestal de Berlín (siglo XIV-XIII a. C.), una inscripción de piedra de origen egipcio, aunque esto es cuestionado por otros.

## Dificultades con la cronología bíblica
El total de los reinados de los reyes de Judá entre el cuarto año de reinado de Salomón, cuando se supone que construyó el Templo, y la destrucción de Jerusalén en 586 a. C., da 430 años.
Dado que Salomón reinó aproximadamente desde el año 970 a. C., la edificación del Templo queda fijada alrededor de esa fecha. Esto sugeriría que la edificación del Templo ocurrió cerca del año 967 o 966 a. C.
Según la Biblia (Reyes 6:1), entre esa construcción y el éxodo habían transcurrido un total de 480 años, lo que da la fecha de 1447 a. C. aproximadamente para el éxodo, acercándolo sugestivamente al final del reinado de Tutmosis III. Según Éxodo 12:40, el destierro en Egipto había durado 430 años, con el resultado que la llegada de los israelitas al Nilo debería haber ocurrido en el reinado de Sesostris I, que comenzó hacia 1920 a. C. Agregando las largas vidas de Abraham, Isaac y Jacob, habría que fechar la llegada de Abraham a Canaán en el 2141 a. C., y la llegada a Egipto en 2116 a. C., durante la décima dinastía cuya capital estaba en Heracleópolis Magna. La "servidumbre" en Egipto habría ocupado el período entre las dinastías XII a la XVIII.
Como en Números 32:13 se asignan 40 años a vagar por el Sinaí, las conquistas de Josué deben haber ocurrido durante el reinado de Amenofis II, cuando todo Canaán estaba en poder de Egipto pero los egipcios “habían conocido el poder del Dios hebreo Yahvé” [“Luego que me cubra de gloria a expensas del faraón y sus guerreros, los egipcios sabrán que soy el Señor” (Éx 14:18)] (por lo que desde el desastre del ejército egipcio ya no los habrían vuelto a perseguir, porque las proezas del Dios de Israel se difundieron profusamente, incluso entre los filisteos (1.º Sam 4:8; 6:6).
Luego de la caída de Jericó (que ocurrió, tal como lo revelaron los trabajos de Kathleen Kenyon, cerca del 1550 a. C., aunque la erosión permite la existencia conjetural de un asentamiento destruido en el siglo XIII a. C.), el período de los Jueces se extendería hasta cerca del 1010 a. C., siendo luego reemplazados por el período monárquico del rey Saúl. Desafortunadamente las fuentes egipcias no dicen nada sobre Israel, Josué o sus sucesores, y la Biblia no dice nada sobre los Amenofis, Tutmosis o Ramsés de este periodo.
Para solucionar esta clase de problemas, algunos estudiosos confesionales, como los egiptólogos Kennet Kitchen y David A Faulk han propuesto una cronología alternativa, datando el Éxodo y el comienzo de las conquistas de Canaán en el siglo XIII a. C.  basándose en que los números bíblicos, como los de 1 reyes 6:1, generalmente son simbólicos y no siempre tienen un propósito cronológico exacto. 

## La conquista de Canaán

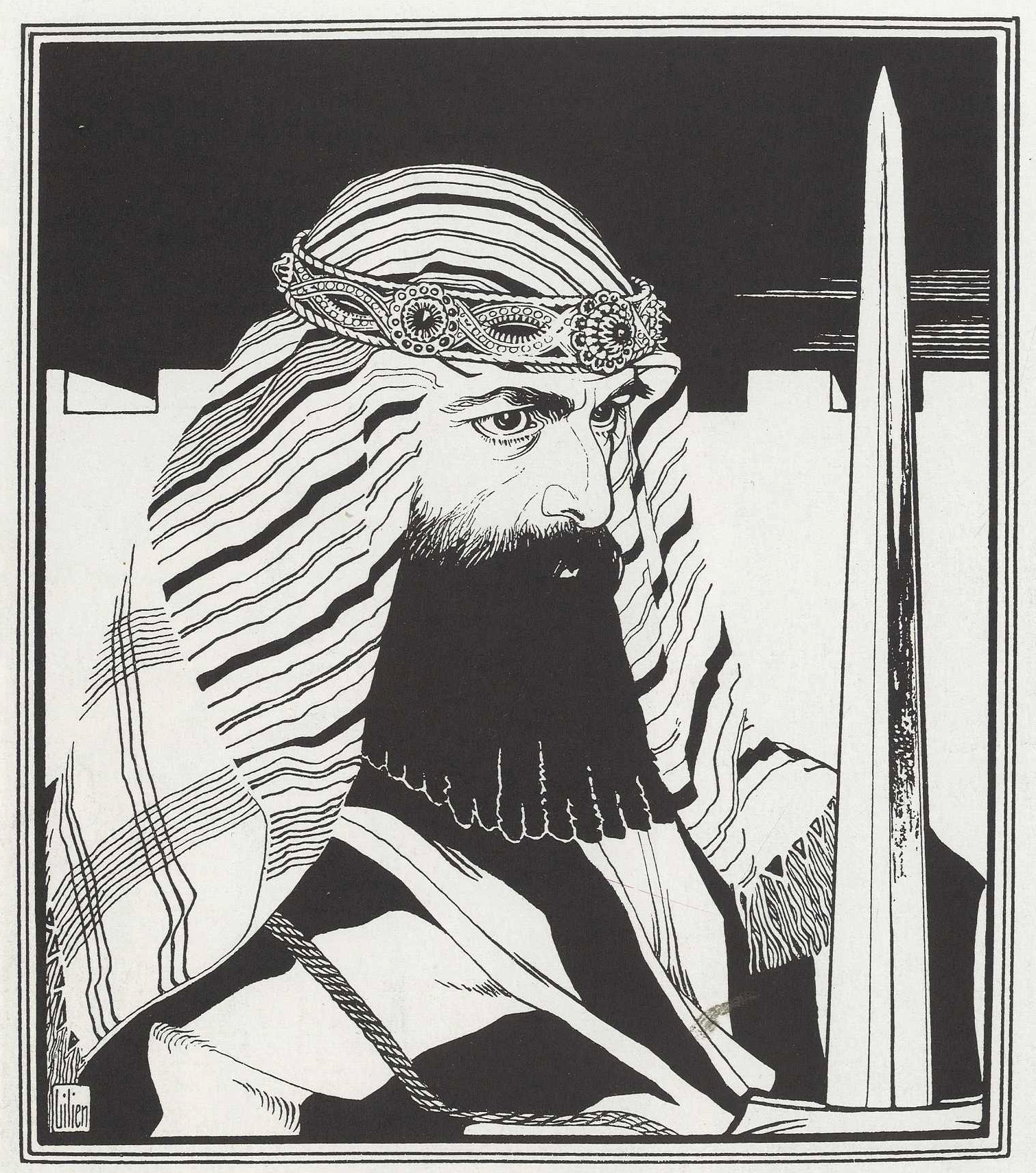
Ephraim Moses Lilien, Josué, 1908

Mapa con las doce tribus israelitas, 1200-1050 a. C.

Claramente, el proceso de la infiltración israelita en Canaán es más complicado que lo narrado en la Biblia. El patrón del establecimiento y la génesis de Israel como pueblo fue un proceso complejo que implicaba principalmente a grupos nativos de pastores de Canaán (quizás incluyendo habiru y shasu), con una cierta infiltración de grupos exteriores, tales como hititas y arameos del norte así como grupos meridionales de shasus tales como los keinitas, alguno de los cuales puede haber venido de otras zonas controladas por Egipto. Cuando Israel conquistaba Canaán, Egipto estaba nominalmente en control de la región.
Genéticamente, los judíos demuestran tener conexiones con el pueblo kurdo y otros grupos del norte de Irak, sugiriendo esta como el área de la cual la mayoría de sus antepasados vinieron originalmente, un hecho confirmado arqueológicamente a partir del período Khirbet Kerak, período medio de la Edad del Bronce, con la expansión de los hurritas (horreos en el Tanaj), y con la de los shasu (= egipcio) y de ahlamu (= en acadio asirio, arameos) al principio de la Edad del Hierro.
Según la Biblia, tras salir de Egipto, los israelitas vagaron por el desierto durante una generación, para invadir luego la tierra de Canaán destruyendo ciudades cananeas, como Ai, Jericó y Hazor bajo las órdenes de Josué. Sin embargo, este hecho también se lo adjudica Ramses II que asegura haber conquistado Canaán y destruido Jericó y otras ciudades circa 1200 a. C., a pesar del hecho de que Ai y Jericó parecen haber estado deshabitadas en este tiempo, desde que habían sido destruidas cerca del 1400 a. C. Muchos otros de los sitios mencionados en el Libro de Josué también parecen haber estado abandonados en el 1200 (fecha sugerida por Mattfield como la más probable para el Éxodo), pero estaban ocupados en el siglo VII a. C. Otros grupos podían haber desempeñado un papel protagonista en la destrucción de centros urbanos durante la última edad de bronce, como los pueblos del mar, entre los cuales estaban los filisteos y los mismos egipcios, que invadieron la zona muchas veces. Las guerras entre las ciudades-estados vecinas han desempeñado probablemente un papel importante.

### Periodo de los Jueces
Si los israelitas regresaron a Canaán hacia el 1400 a. C., esta era una época en que los grandes poderes de la región estaban concentrados entre Egipto y los ascendentes hititas. Posteriormente, hacia el año 1200 a. C. fue la época de los "pueblos del mar", en la que filisteos, tjekkers y posiblemente dananeos se instalaron a lo largo de la costa desde Gaza en el sur a Joppa en el norte. Oriente Próximo parecía vivir en una edad oscura, de la que tardó siglos en salir. La recuperación parece que comenzó en las ciudades comerciantes del área filistea, siguiendo hacia el norte, a las fenicias antes de avanzar hacia las zonas interiores, las colinas de Judea y Samaria (que recibirían los beneficios del comercio a finales del siglo X a. C. ).
En sus ataques iniciales bajo Josué los hebreos ocuparon la mayoría de Canaán, que repartieron según las líneas familiares tradicionales derivadas de los hijos de Jacob y de José (las tribus de Israel). No había ningún gobierno formal, y el pueblo era guiado por los jueces.
Los Jueces eran los líderes carismáticos de su tiempo, personas inspiradas por el Espíritu Santo (Jue 3:10; 6:34; 11:29; 13:25; 14:6,19; 15:14,19).
Eran los pastores del pueblo que generalmente pertenecían a las familias más importantes de sus tribus .(2.ª Sam 7:7)
En este tiempo, el nombre "Israel" se menciona por primera vez (si no antes) en una fuente arqueológica contemporánea, la Estela de Merenptah.

## Orígenes de la monarquía
Hacia el siglo XI a. C. los hijos de los sacerdotes-Jueces tomaban “lo mejor de las ofrendas para sí mismos”. Se daban a la avaricia, el soborno y pervirtieron el derecho (1.º Sam 2:14; 8:3). Asimismo Trataban con desprecio la ofrenda del Señor (1.º Sam 2:17). La cohesión israelí y la protección que Dios brindaba a esa nación dependía de "seguir el camino del Señor", por lo cual iban camino a la disolución.
Al mismo tiempo la prosperidad volvió a la región al final de la edad de bronce, se recuperó el comercio con Egipto y Mesopotamia, y se abrieron nuevas rutas comerciales, desde Cadesh-Barnea al sur, de Hebrón, Jerusalén y Laquís en Samaria, a Siloé, Siquem y a través de Galilea, a Megido y todo el valle de Jezreel. Esta ruta amenazaba el monopolio comercial de los filisteos, que intentaron dominarla tanto directamente, con una intervención militar contra las tribus de Israel, como indirectamente, promoviendo a mercenarios a posiciones de poder como los Achish de Gath, posteriores aliados de David.
Según lo permitido en el capítulo 7 del Deuteronomio, Israel decidió elegir un rey para luchar con eficacia (I Samuel 8:6, 20) contra la amenaza de sus vecinos. Según los libros de Samuel, el último de los jueces, la nación pidió un rey porque los hijos de Elí (El sumo sacerdote de la época), que habían sido designados como jueces, emplearon mal su cargo. Aunque él intentó disuadirlos, los israelitas estaban resueltos, por lo que Saúl ben Qish, de la tribu de Benjamín, fue ungido como rey por Samuel. Desafortunadamente, no se ha encontrado ninguna evidencia independiente sobre la existencia de Saúl, aunque el primer período de la Edad del Hierro era una fase de expansionismo filisteo, lo que está de acuerdo con el relato bíblico.

## Reino unido de Israel

Reino de Israel (monarquía unida) en tiempos de Saúl y David, 1020-966 a. C. El territorio continuó unido hasta la muerte de Salomón en 928 a. C.

La Biblia relata el poderoso y extenso Reino de Israel (en hebreo: ממלכת יִשְׂרָאֵל, Mamlejet Yisra'el) muy superior a la del actual estado de Israel, ya que abarcaba desde el sur del Líbano a la península del Sinaí y del mar Mediterráneo al río Jordán, según los escritos de Samuel.
Los arqueólogos e historiadores Finkelstein y Silberman; en la época de los reinados de David y Salomón Jerusalén parece estar despoblada o con solo unos cientos de habitantes: insuficientes para gobernar un imperio que abarcase desde el Éufrates a Eilath. Aseguran que la primera referencia independiente para el Reino de Israel es de 890 a. C., mientras que para el de Judá es aproximadamente 750 a. C. Sugieren que, debido a los prejuicios religiosos, los autores bíblicos suprimieron los logros de la dinastía de Omrí (que la Biblia describe como politeístas) achacándolos a una supuesta edad de oro de los gobernantes monoteístas.

### 1020a.C.: Israel durante el reinado de Saúl
El reinado de Saúl fue corto, gobernó relativamente pocos años y fue acusado de corrupto, aunque algunos manuscritos antiguos dan la cifra de 40 años (cf. Nuevo Testamento, que le da un reinado de cuarenta años); aunque basándose en el número de las batallas que se le atribuyen, es probable que reinase veintidós años. Murió en batalla contra los filisteos; (combate de Gilboá) batalla en la que David no participa, pues, siendo perseguido, tuvo que refugiarse al lado de un líder filisteo (Aquis).
Según las fuentes, David y Saúl se habían convertido en enemigos, por lo menos desde el punto de vista de Saúl. Las fuentes describen a Jonatán, hijo de Saúl, o bien a Michal, su hija, (fuente antimonárquica y monárquica respectivamente) como quien ayudó a David a escapar de Saúl, aunque asumiendo la reconciliación antes de su muerte.
David ya había sido "ungido" como rey por Samuel (antes de la muerte de Saúl), pero un heredero, Ishbaal ben Saúl, asumió el control de Israel. Este gobernó solamente dos años antes de que lo asesinaran.

### 1007a.C.: David reina en Judá
David se convirtió en rey (pero únicamente de la tribu sureña: Judá). Gobernaría desde la ciudad de Hebrón durante siete años, para recién después ser designado rey de toda la nación (Israel y Judá).
Cierto número de críticos y eruditos bíblicos han sugerido que David consiguió esa ansiada unificación de las 12 tribus con base en su carisma, pero lo que realmente parece legitimarlo es su férrea determinación de hacer cumplir la Ley de Yahvé (Jehová). [Los líderes de las tribus le dijeron: “hueso y carne tuya somos” (2.ª Sam 5:1-3)].
El líder judío sería –con su valentía y piedad- el unificador de las tribus israelitas. Consiguió también hacer de Jerusalén la capital de la nación y algo largamente añorado por los fieles: recuperar y traer el Arca de la Alianza (cuyo culto había perdido intensidad en tiempo de los Jueces ) (Jos 7:6; 2.ª Sam 6:2)
De acuerdo a las Escrituras, en la segunda mitad de su reinado aparecen desvíos, algunos crímenes y ciertas conjuras que culminan con Absalón, hijo de David, propuesto como nuevo rey.
La Biblia entonces describe como un gran sector del pueblo se rebela y asume el control de Judea, forzando a David al exilio al este del Jordán.
Según Samuel, David lanzó un contraataque y triunfó, aunque con la pérdida de Absalón, su hijo. Reconquistada Judea, y afirmado el control sobre Israel, David regresa al oeste del Jordán, aunque continúa sufriendo rebeliones por parte de Israel, superando con éxito cada una.

### 1000a.C.: David reina en Jerusalén

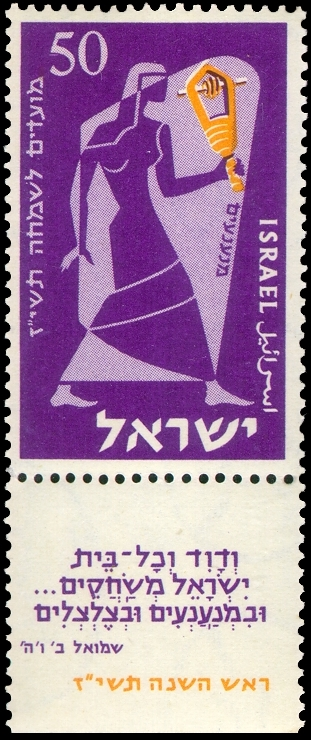
Sistro de los tiempos davídicos.
"Y David y toda la casa de Israel tocaban [...] sistros y címbalos de dedo (Tanaj, 2 Samuel 6:5).

Según las escrituras, David emprendió campañas militares contra los enemigos de Judá e Israel, y derrotó a enemigos tales como los filisteos, amonitas y arameos, consiguiendo así que las fronteras permanecieran seguras, aunque sufrió la sublevación de su hijo Absalom, erigido como rey en Hebrón, que fue derrotado y muerto por las tropas de David. Tras arrebatar Jerusalén a los jebuseos, trasladó a esta ciudad fortificada la corte, que estaba en Hebrón, y el Arca de la Alianza, que se encontraba en Quiryat Yearim.
Bajo su gobierno, Israel pasó de reino a imperio, y su esfera de influencia militar y política en Oriente Próximo se amplió, controlando a estados más débiles como a los filisteos, Moab, Edom, Ammon, y convirtiendo en vasallas a algunas ciudades-estados arameas (Aram-Zobah y Aram-Damasco). Las fronteras iban del mar Mediterráneo al desierto árabe, del mar Rojo al río Éufrates. Algunos arqueólogos modernos, aunque minoritarios, creen que el área bajo control de Judá e Israel en esta época, excluyendo los territorios fenicios en la costa mediterránea, no excedía de 34 000 km²; de ellos, el reino de Israel abarcaba cerca de 24 000 km².
Sin embargo, la interpretación de la evidencia arqueológica sobre el alcance y la naturaleza de Judá y Jerusalén en el siglo X a. C. es un tema de intenso debate. Israel Finkelstein y Zeev Herzog de la Universidad de Tel Aviv piensan que el registro arqueológico no apoya la opinión de que Israel en ese momento era un estado importante, sino más bien un pequeño reino tribal. Finkelstein dice en La Biblia desenterrada: «En la base de estudios arqueológicos, Judá se mantuvo relativamente vacía de población permanente, muy aislados y la derecha muy marginal hasta después de la hora prevista para el David y Salomón, sin grandes centros urbanos y sin jerarquía pronunciada de caseríos, aldeas y ciudades». De acuerdo con Zeev Herzog «la monarquía unida de David y Salomón, que es descrito por la Biblia como un poder regional, era a lo sumo un pequeño reino tribal». En el otro lado William Dever, en su ¿Qué hicieron los escritores bíblicos y que sabían?, sostiene que la evidencia arqueológica y antropológica apoya el relato bíblico amplia de un Estado de Judea en el siglo X a. C., y en esta línea también le apoyan otros arqueólogos.
Encuestas de la superficie se encuentra destinada a la localización y cambios en los patrones de asentamiento de población han demostrado que entre los siglos xvi y viii a. C., período que incluye los reinos bíblicos de David y Salomón, toda la población de la región montañosa de Judá, no era más que unas 5000 personas, la mayoría de ellas pastores errantes, con una zona urbanizada que constaba de una veintena de pequeños pueblos.

### 965a.C.: reinado de Salomón

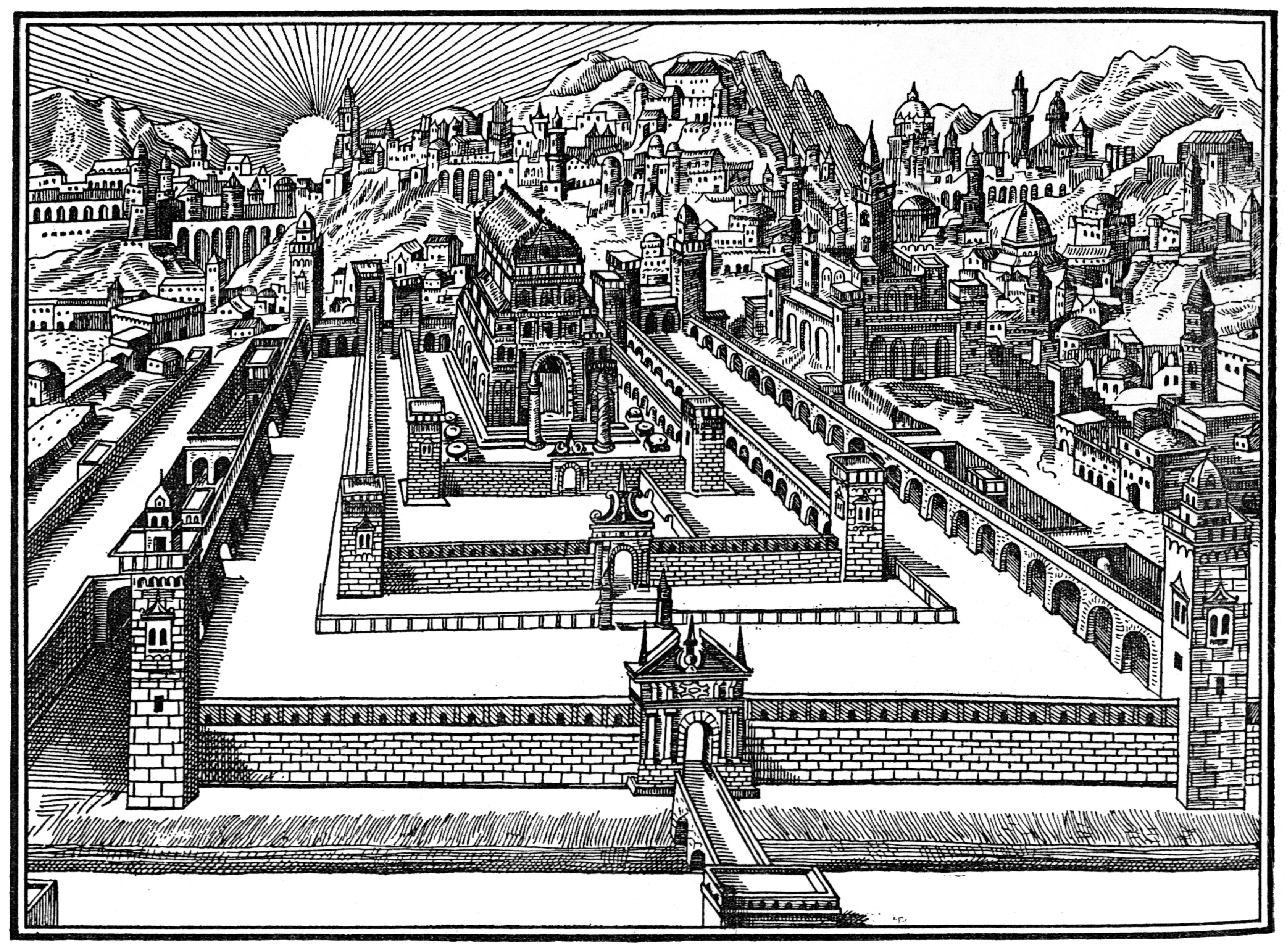
El Templo de Salomón, Jerusalén,

A la muerte de David le sucedió su hijo Salomón, que obtuvo el reino sobre su hermano mayor, Adonías, a quien tuvo que eliminar más adelante. El reinado de Salomón trajo una paz sin precedentes.
Tanto David como Salomón firmaron alianzas con el rey Hiram I de Tiro, y a cambio de la entrega de tierras llegaron en gran número artesanos, trabajadores expertos, dinero, joyas, madera de cedro y otras mercancías. El palacio de David y el templo de Salomón se suponen construidos con la ayuda de recursos tirios y gracias a sus arquitectos, como Hiram.
Salomón reconstruyó gran número de ciudades importantes, como Megido, Hazor, y Gazer (esta ha sido excavada por arqueólogos, y se han descubierto grandes construcciones, como los establos para los caballos de Salomón, junto con fuentes para abrevaderos).
Emprendió numerosas obras arquitectónicas, entre las que destaca por encima de todas la construcción del Templo de Jerusalén como asiento para el arca de la Alianza; también levantó un palacio y realizó obras públicas como un terraplén que unía el templo con la ciudad de Jerusalén.
Reinó durante 40 años, durante los cuales pudieron ‘formar un pueblo’, tener prosperidad, y vivir ‘siguiendo los preceptos del Señor’ (1.º Re 3:20, 8:25).
Salomón había obtenido Sabiduría –la cual estaba basada en Seguir los mandamientos de Dios- (Sal 119:98,104 –ver 1.º Re 2:2; Job 28:28-).
Durante ese período, la seguridad interna y el control de las vías de comunicación facilitaron la expansión del comercio, lo cual incrementaba la prosperidad aunque se acercaba peligrosamente al modo de vida de los cananeos (que la Ley de Yahvé repudiaba) . Mantuvo relaciones con Ofir y Saba.
Llegó a ser el rey más rico de todos (1.º Re 9:26; 10:4). Pero en la última etapa de su reinado, la corrupción iba en aumento; la corte y la burocracia se expandían (1.º Re 4; 11:3). En la conclusión de las transacciones con el rey Hiram I de Tiro demostró no ser justo, sino que trató de sacar ventajas (1.º Re 9:12-14).
En medio de una vida suntuosa permitió el ascenso de muchos sacerdotes que eran indignos (2.ª Re 23:13, 5).

## División en dos reinos

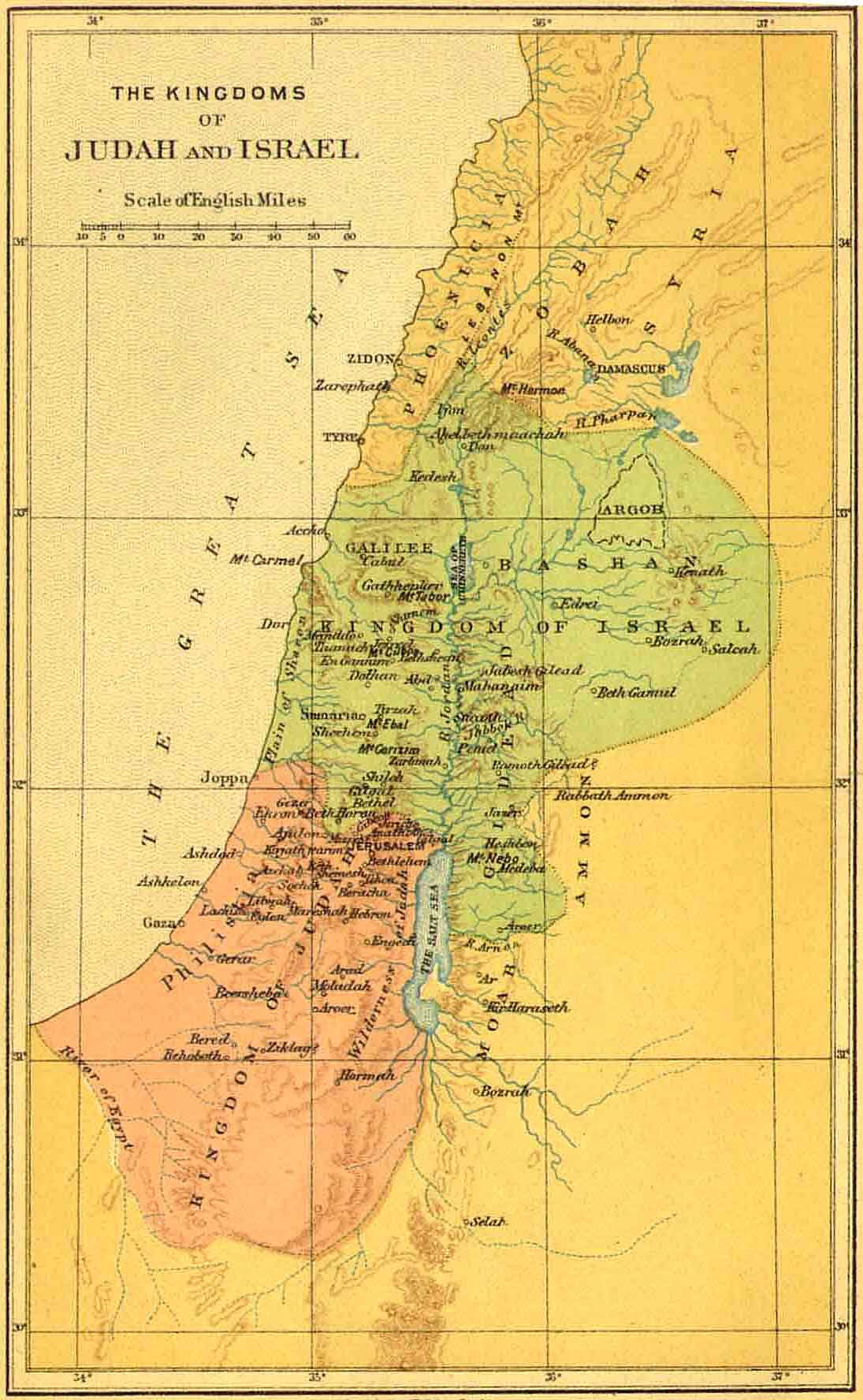
Monarquía dividida: Reino de Judá (sur) y Reino de Israel (norte). El mapa presenta los dos reinos hebreos, 928 a. C.

Monarquía dividida: Reino de Judá (sur) y Reino de Israel (norte). El mapa presenta los dos reinos hebreos hacia 830 a. C.

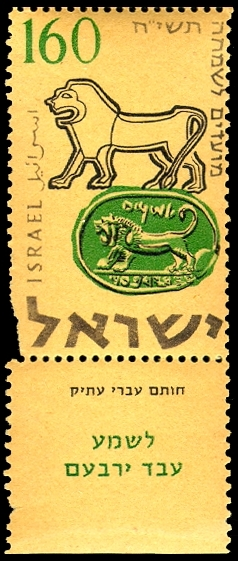
Antiguo sello israelita. León de Judá y sello israelita con león rugiente e inscripción en hebreo; empleado durante el reinado de Jeroboam, el sello tiene por destinatario a un alto oficial llamado "Shemá".

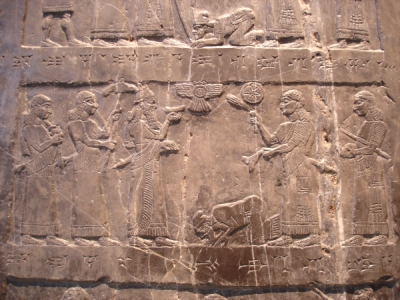
Relieves del segundo registro del Obelisco negro, en el que aparece un emisario del rey israelita Jehú u Oseas, o acaso uno de ellos, postrándose ante el monarca asirio Salmanasar III. El texto cuneiforme asirio expresa: "El tributo de Oseas, hijo de [la Casa de] Omri", cosa que no implica que la figura postrada sea necesariamente un rey.

La Biblia narra que con la muerte de Salomón en 931 a. C., dejando como heredero a su hijo Roboam, las tensiones entre las diez tribus israelitas del norte y aquellas de Judá y Benjamín en el sur alcanzaron un punto de crisis. Cuando Roboam desoyó las quejas económicas, el territorio de Israel fue dividido en dos entidades hebreas: el Reino de Israel en el norte y el Reino de Judá en el sur. El primero incluyó en su territorio a Siquem y Samaria; el segundo conservó Jerusalén. La mayoría de las demás provincias vasallas no-hebreas se perdieron.
El Reino de Israel se mantuvo independiente desde el año 930 a. C. hasta 722 a. C., cuando fue conquistado por el imperio asirio. El Reino de Judá tuvo una vida más larga que su rival, existiendo hasta 586 a. C., cuando fue conquistado por el imperio babilónico.
Respecto a la monarquía dividida, la Biblia de los setenta, los masoretas y Flavio Josefo mencionan diferentes figuras. Se desconoce si los dos reinos utilizaron el mismo calendario, además de si los años de los reinados son completos o en parte, y se ignora si hubo corregencias.
Isaías expresó que los reinos de "Israel y Judá persiguen solamente el lucro" (Is 9:18-21). Aquellas prácticas corruptas que se encontraban en los pueblos vecinos (ambición, envidia, opresión de los más débiles…) fueron introducidas en Israel contrariando la Ley de Yahvé. La antigua advertencia (vivir aparte… no imitar las costumbres de las demás naciones) (Deuteronomio 12:29,30) se había echado al olvido. Se dejó de lado aquel sentido de ‘pueblo religioso’(Dt 12:5,14) y las tribus se dividieron debido a un problema de índole económico (los tributos) (1.º Re 12:15, 18)

### Reino de Israel, 930-722 a.C.
Alrededor del año 930 a. C., Jeroboam lideró la rebelión de las tribus norteñas estableciendo el reino de Israel (I Reyes), con capital en Siquem. B. S. J. Isserlin asegura que el reino de Israel era similar a los cananeos de su entorno geográfico, tanto en su política y economía como en los planteamientos urbanos, artísticos e industriales.
Económicamente el estado de Israel parece haberse desarrollado mejor que su vecino del sur, debido a las mayores precipitaciones y unos sistemas agrícolas más productivos pero sobre todo, debido a su posición estratégica para aprovechar el comercio regional.
La Biblia indica que Yahvé estaba «indignado» con las tribus norteñas por el modo de vida ostentoso, desigual y corrupto que practicaban. A su vez, la tribu de Judá se mantenía apenas «un poco menos infiel… reconoce todavía a Dios» (Oseas 4:15; 11:12; Amós 2:4-8).
Según el relato bíblico, que no se puede comprobar por fuentes exteriores, hubo 19 reyes en Israel. Políticamente fue menos estable que Judá, manteniendo una dirección carismática por méritos, y la competencia entre las familias predominantes parece depender mucho más de acuerdos (de trasfondo comercial) con poderes exteriores, como Tiro, Aram o Asiria que en su propia autoridad. Esta necesidad de aplacar a vecinos importantes comenzó ya en el reinado de Jeroboam, cuando, a pesar de las fortalezas de Tirzah, Siquem, y Penuel, Israel fue invadido por el faraón Sheshonq I de la dinastía XXII.
El reino de Israel parece haber sido más poderoso en la segunda mitad del siglo IX a. C., cuando Omrí (885-874 a. C.) fundó una nueva dinastía con capital en Samaria, ciudad mejor protegida, con la ayuda de la ciudad fenicia de Tiro, reforzando esta alianza al casar a su hijo y sucesor, Acab (874-853 a. C.), con la hija del gobernante de Tiro Etbaal (llamada Jezabel), y a su hija Atalía con el hijo del rey Josafat de Judá, el futuro rey Joram. Acab formalizó múltiples alianzas entre los pequeños reinos y contribuyó con 2000 carros y 10 000 soldados a la coalición que derrotó a Salmanasar III en Qarqar (853 a. C.).
El texto bíblico narra que estaban imitando "el materialismo de Asiria y naciones vecinas" (2.ª Reyes 17:13-16). Y Dios transmitía: "¡ay de ellos cuando yo llegue a abandonarlos!" (Oseas 9:12; ver Dt 28:36). Fueron advertidos: "Sobre sus riquezas crecerá la hortiga" (Oseas 9:6; Miqueas 2:3); "Haré que seáis deportados…" y "el asirio será su rey…" (Is 7:17-8:4; Amós 5:27; 6:14; Os 11:5).
Doce años más tarde, Jehú, con ayuda del reino de Aram, dio un golpe en el cual Acab y su familia fueron asesinados, y es ungido rey de Israel por el profeta Eliseo. La Biblia no hace ninguna referencia al hecho, pero las fuentes asirias se refieren a Jehu como un monarca de la casa de Omri, lo que puede indicar que este golpe era el resultado de luchas dentro de la misma familia predominante. Hacia el 838 a. C. se aviene a pagar un tributo a Salmanasar III para defenderse de los arameos de Damasco. Jehú se muestra arrodillado ante el monarca asirio en el obelisco negro de Salmanasar, y es el único monarca de cualquiera de ambos estados del que se conserva un retrato.
Como resultado de estos cambios, Israel, al igual que su vecino meridional Judá, cayó dentro de la influencia del reino arameo de Damasco. El rey Hazael guio a los arameos contra Joram de Israel y Ocozías de Judá, derrotándolos en Ramoth-Gilead. Tras esta batalla, Hazael rechazó dos ataques asirios contra los territorios israelitas situados al este del Jordán, y la ciudad filistea de Gath e intentó tomar Jerusalén (II Reyes, 2 12-17). Una inscripción descubierta en Tel Dan se considera erigida por Hazael, después de la batalla de Ramoth-Gilead.
Jeroboam II fue coronado rey de Israel en 787 a. C. Luchó contra Damasco y Moab en un intento de expansión, mientras los asirios amenazaban a los reinos judíos. Jeroboam II murió en el año 747 a. C. en una rebelión popular, y con él acabó la dinastía de Jehú.
De la sangrienta rebelión, Menahem se erigió en rey el 745 a. C., y aceptó pagar tributo a Tiglath-Pileser III. Le sucedió su hijo Pecajías, que perdió el trono ante Pecaj.
Pecaj intentó una coalición con Rasón de Damasco y Ajaz de Judá, para combatir a los asirios. Pero Ajaz apoya a Asiria, lo que llevó a la caída de Israel en poder del rey asirio Sargón II, que lo incorporó a su imperio en el 720 a. C. (II Reyes 17, 3-6) (Se cumplió así la profecía bíblica de Oseas 11:5).
La evidencia arqueológica demuestra que mucha gente huyó al sur, hacia Judá cuya capital (Jerusalén) parece haber crecido cerca del 500 % en este tiempo. En esta época muchas tradiciones norteñas comenzaron a seguirse en la región de Judá.
Este período del eclipse de Israel coincidió con la aparición de una línea de profetas independientes, Amós, Joel, Oseas y Elías, Eliseo e Isaías altamente críticos con los monarcas de Israel. La tradición espiritual que más adelante crecería en la historia bíblica, tuvo aquí sus orígenes, según muchos exégetas bíblicos.

#### Profetas del Reino de Israel
- Elías, el oponente de las invenciones religiosas bajo Acab y Jezabel, 870-852 a. C.[66]
- Eliseo, el sucesor elegido de Elías, 855-798 a. C.[66]
- Amós, 780-760 a. C.[66]
- Jonás, c. 750 a. C.[67]
- Oseas, 760-722 a. C.[66]

### Reino de Judá, 928-587 a.C.

Mapa del sur del Levante mediterráneo, ca.
Reino de Judá
Reino de Israel
Estados fenicios
Reino de Aram-Damasco
Reino de Amón
Imperio asirio
Tribus arameas
Pentápolis filistea
Reino de Moab
Tribus árabes
Reino de Edom
Tribus nabateas

| Reino de Judá Reino de Israel Estados fenicios Reino de Aram-Damasco Reino de Amón Imperio asirio Tribus arameas | Pentápolis filistea Reino de Moab Tribus árabes Reino de Edom Tribus nabateas |

Cuando en 928 a. C. el reino de Israel fue dividido, las tribus de Judá y Benjamín permanecieron fieles a Roboam, formando el reino de Judá con capital en Jerusalén. Roboam luchó contra el rey de las tribus norteñas (Jeroboam de Israel), guerra que mantuvo su hijo Abías o Abiyam (II Crónicas 12 y 13), acabando con su ejército y tomando Betel.
Le sucedió su hijo Asa, que prohibió el culto a los ídolos, rechazó a los madianitas y a los etíopes que habían invadido Judá, y luchó contra Basa, rey de Israel, con la ayuda de Ben-Hadad, rey de Siria.
La dinastía de Omrí extremó la guerra contra Judá, ayudada por su alianza dinástica con Tiro. El rey Ocozías, hijo de Joram, fue asesinado en el año 846 a. C., su madre Atalía se hizo con el poder e inició en Jerusalén una persecución contra los que se oponían al culto del dios Baal. Seis años después, Atalía fue asesinada.
En 838 a. C. Joás, hijo de Ocozías, fue coronado rey de Judá y en Jerusalén se destruyó el templo de Baal, expulsándose a sus sacerdotes. Se restauró la religión de Yahvé, la misma actitud que toma Yehú en Israel destruyendo el templo de Baal en Samaria. Joás aceptó pagar un tributo a Salmanasar III para defenderse de los arameos de Damasco, y en el 800 a. C. Damasco fue vencida por el rey asirio Adadnarari III, conquistando Joás en el año 802 a. C. las zonas que habían dominado los arameos en Galilea.
Durante el reinado de Acaz, la población de Jerusalén creció enormemente como resultado de la llegada de muchos refugiados israelitas que huían del norte, pasando de ser un pequeño mercado local a una ciudad importante. Durante el reinado de Ezequías (725-697 a. C.), su hijo, la población había crecido alrededor de un 500 %. Ezequías realizó grandes obras, incluyendo la ampliación de las murallas para incluir la nueva población tanto en Jerusalén como en Laquís, construyó la piscina de Siloé para dar a la ciudad una fuente independiente de agua en el interior de la ciudad y también amplió el Templo.
Phillip Davies y otros sugieren que en este tiempo Jerusalén estableció su propia escuela de escribas, reuniendo las fuentes de tradición oral que se conocen como Tradición yavista. La Biblia también explica que Ezequías emprendió importantes reformas religiosas, procurando sin éxito centralizar las prácticas religiosas en el Templo y erradicar la adoración a la serpiente Nehustan, culto que duraba desde los tiempos de Moisés. Parece haber seguido el camino de Salomón, recopilando la sabiduría (lo cual se basaba en “seguir los mandamientos del Señor” (Dt 4:6; Sal 119:98; Baruc 4:1) atribuida a este monarca.
Quizá incitado por los faraones de la dinastía vigésimo sexta egipcia formó y dirigió una coalición con los filisteos intentando unificar Judá e Israel. Los asirios, que dominaban la zona filistea impusieron el famoso asedio de Laquis y luego de tomar la segundad ciudad más importante del reino judío la pasaron a cenizas. Luego procedieron a cercar los alrededores de Jerusalén. Senaquerib se jactó de haber "encerrado a Ezequías en Jerusalén como a un pájaro en una jaula", pero la Biblia habla del ángel del señor que golpea violentamente a los sitiadores asirios, relato que parece señalar algún tipo de epidemia. Los asirios debieron retirarse, pero pudieron imponer un tributo que empobreció a la población de Judá durante una generación y condujo a la total revocación de las reformas de Ezequías.
Durante el reinado de su hijo Manasés (697-642 a. C.), bajo la más suave dominación de los reyes Asarhaddón y Asurbanipal, se produjo una recuperación económica, aunque en desmedro de la justicia y rectitud. Se sabe que pasó cierto tiempo con Asarhaddón en Babilonia y que acompañó a Asurbanipal en la invasión a Egipto.
El hijo de Manasés, Amón, tuvo un reinado insignificante antes de que fuera asesinado el año 639 y pasara el trono a su hijo Josías, todavía un niño. En 633 a. C. el sacerdote Helcías, padre de Jeremías, encontró un libro de la Torá perdido (II Reyes 22:8) que atribuyó a Moisés, posiblemente el Deuteronomio, lo que condujo a reformas importantes del culto. Este reinado vio el eclipse y derrumbamiento del imperio asirio, lo que llevó a Josías a seguir la trayectoria de Ezequías centralizando toda el culto en Jerusalén, e instituyendo el Pésaj. Intentó unificar los reinos judíos y luchó por liberarse de Asiria, y tras la caída de esta (612 a. C.), por liberarse de Egipto. Murió en batalla, resistiendo el avance del faraón Necao II en 609 a. C.
En el 608 a. C. Necao II impuso como rey a Eliaquim, con el nombre de Joaquim. Los egipcios fueron derrotados por los babilonios el 605 a. C. en Karkemish, y Egipto quedó sometido por el rey babilonio Nabucodonosor II, que influenciaba también sobre Judá.
El año 598 a. C. Nabucodonosor II depuso a Joaquim, que se negaba a pagar tributo. Su hijo Joaquín tampoco colaboraba, así que el ejército babilonio encarceló a Joaquín y a toda la aristocracia del reino de Judá.
Nabucodonosor II nombró a Matanías rey de Judá en el año 589 a. C. y, bajo el nombre de Sedecías, fue el último rey judío. El imperio babilónico arrasó Jerusalén, su Templo fue destruido en 587 a. C. y la élite judía fue obligada a vivir en Babilonia.(II Reyes 25:1-9).

#### Profetas del Reino de Judá
- Joel, 810-750 a. C.[66]
- Isaías, 740-700 a. C.[66]
- Miqueas, 742-687 a. C.[66]
- Sofonías, 640-610 a. C.[66]
- Nahum, 630-612 a. C.[66]
- Hulda (profetisa), 610-605 a. C.[66]
- Habacuc, 605 a. C.[66]
- Jeremías, 626-587 a. C.[66]
- Ezequiel, 593-570 a. C.[66]

## Cautiverio y retorno

Deportaciones de judíos hacia el imperio asirio,

### Cautiverio asirio de los israelitas del norte
En el año 853 a. C. Salmanasar III de Asiria y posteriormente Sargón II en el 722 a. C. conquistaron las diez tribus norteñas de Israel destruyendo su capital, Samaria, y enviando a la población al exilio y cautiverio. La mayoría de los habitantes, incluyendo la clase dirigente, fue deportada a otras tierras ocupadas por el imperio asirio y se trajo gente de esos lugares a Samaria. Así, dispersados entre otras naciones, asimilados en nuevas culturas, llegaron a perder su identidad original. Nunca volvieron, como pueblo, a la tierra de Israel, se les llamó las diez tribus perdidas.

### Cautiverio babilónico de los judíos

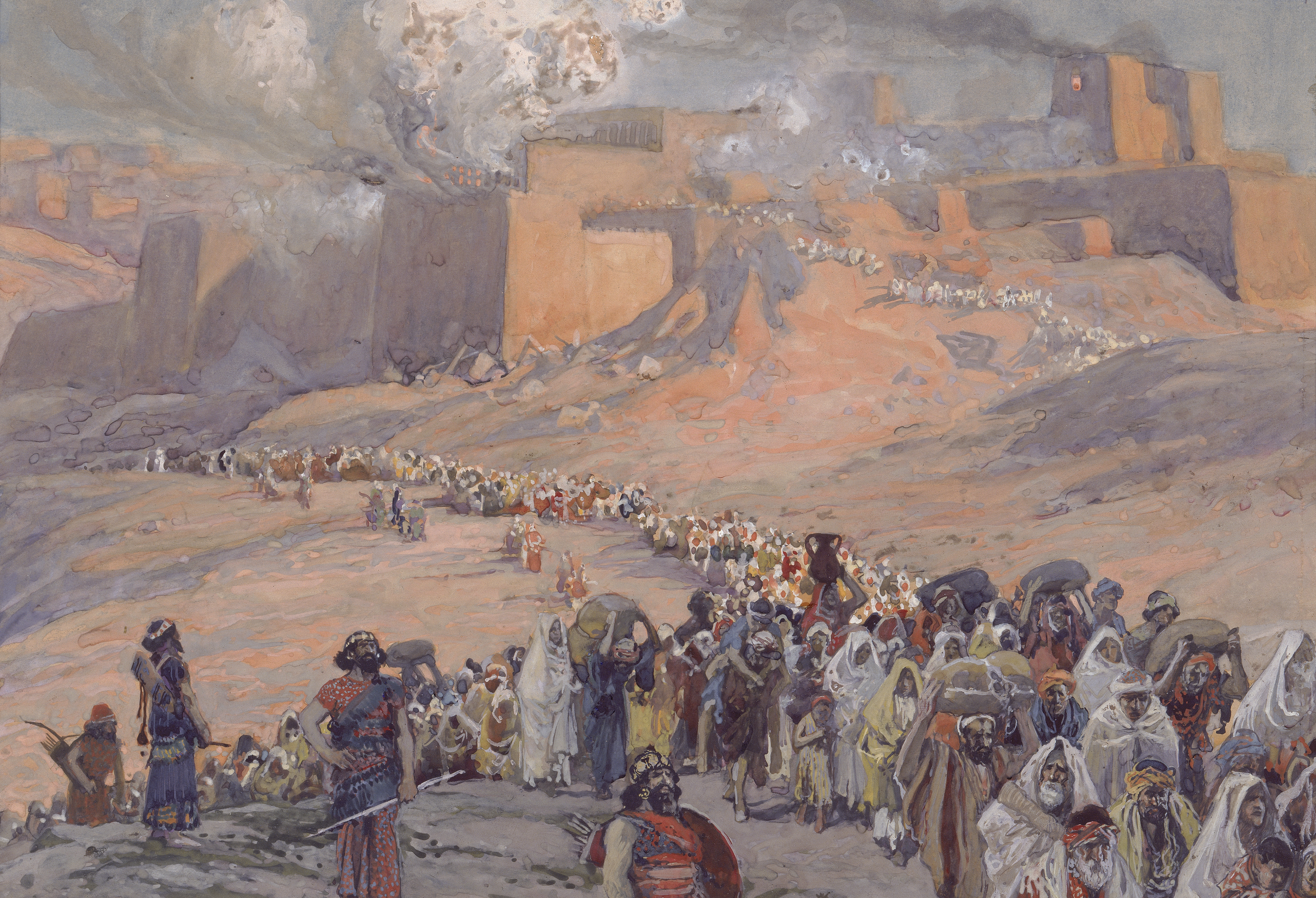
El exilio babilónico: deportación de los hebreos del Reino de Judá a Babilonia tras la destrucción del Templo de Jerusalén,

(Tissot, 1896-1902).]]
- 605 a. C.: primera diáspora. La “parte noble” del pueblo judío (entre ellos el profeta Daniel) se ve forzada a vivir en territorio imperial y bajo sus lineamientos.

- 586 a. C.: Babilonia conquista Judá y su capital, Jerusalén. Gran parte de la población, sobre todo la nobleza, fue deportada a Babilonia. A ello se refiere comúnmente la expresión Cautiverio de Babilonia.

Muchos consiguieron huir a Egipto, Siria, Mesopotamia, o Persia.
El rey de Judá (ciego y sometido) conservaba su título nominal (Jer 52:31) y los hebreos “valiosos” eran ubicados en cargos importantes de la administración imperial (Dn 1:19; 2:49). No obstante, los judíos se sentían "esclavos" ya que quien impartía los dictámenes en relación con la vida, el ritual y culto era el monarca babilónico (Daniel 3:10; 37).
Los judíos estaban cautivados… (Jer 50:33). Ya no podrían regir sus vidas pues las fuerzas imperiales los conducirían hacia la idolatría, forma de vida en la que se priorizaba el materialismo (Je 52:30).
En Babilonia, los judíos permanecieron casi 50 años.

### Dominio persa

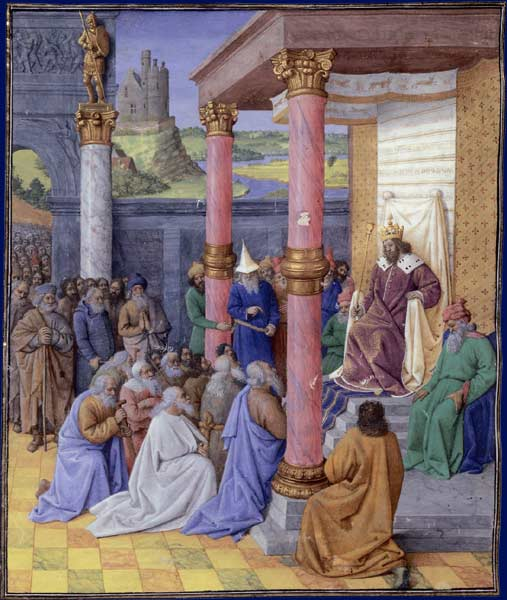
Ciro II el Grande permite el retorno de los hebreos a Tierra Santa. Miniatura francesa de Jean Fouquet c. 1470-75 (ilustración para Flavio Josefo, Antigüedades judías, libro XI).

Siete decenios después, Dios transmitía al rey de Babilonia: “Tu imperio... será dado a los persas” (Dn 4:24; 5: 20-28).
En el año 559 a. C.: Ciro II el Grande se convirtió en rey de Persia, y conquistó Babilonia en el 539 a. C. El imperio persa gobernó Asia occidental, incluyendo a Israel, hasta 332 a. C.
Como la mayoría de los grandes emperadores de la Antigüedad, Ciro permitió a sus súbditos practicar su propia religión en tanto que incorporasen al monarca y le hiciesen ofrendas. Respecto a los judíos, Ciro tomó la medida de acabar con su estatus de nación esclava, aunque la relación siguió siendo una de dependencia. Estas reformas se reflejan en el cilindro de Ciro y en los libros bíblicos de I Crónicas y de Esdras, que indican que Ciro sacó a los israelitas de la servidumbre en Babilonia y, por decreto, en 537 a. C., les otorgó la permisión para volver a la tierra de Israel y reedificar el Templo de Jerusalén, cosa que parte de ellos llevó a cabo.

## Segundo Templo

### Reconstrucción del Templo

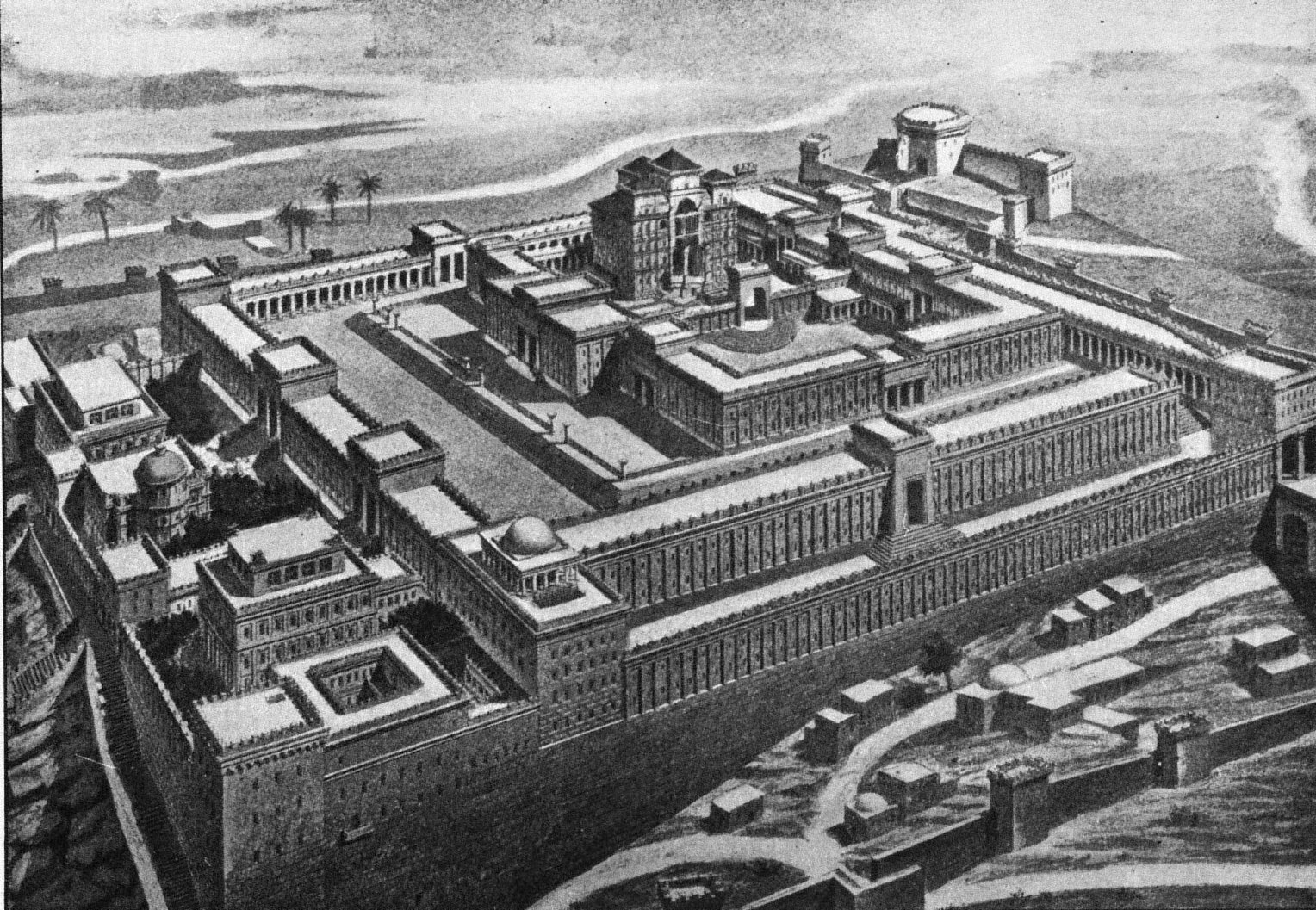
Reconstrucción del Templo de Jerusalén según la concepción de Zorobabel.

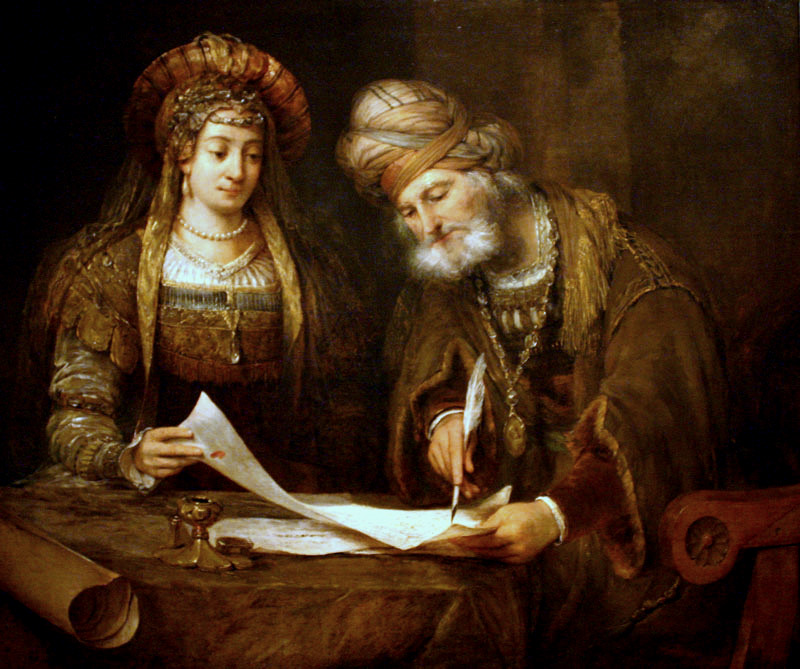
En Mesopotamia: Purim. Esther y Mordecai escriben las cartas a los judíos,

Ciro permitió que Sesbasar, príncipe de la tribu de Judá, y Zorobabel llevaran a los judíos de Babilonia a Jerusalén. Se les permitió volver con los objetos del Templo que los babilónicos habían tomado, y comenzaron la construcción del segundo templo (Esdras 1 y ss., (Isaías) 44 y 45), que se concluirá en 525 a. C. bajo la dirección espiritual de los profetas Ageo y Zacarías. En este tiempo Tierra Santa era una satrapía persa conocida como Yehud.
Los papiros de Elefantina (circa 450 - 419 a. C.) de la colonia militar judía en Egipto demuestran que en este tiempo algunos judíos seguían siendo politeístas, y consideraban que Yahveh tenía como esposa a la diosa Anat.
En 445 a. C. Artajerjes nombró virrey de Judá a Nehemías, que fortificó Jerusalén para defenderse del gobernador de Samaria.
Los pocos miles de judíos retornados estaban despojados de las riquezas materiales. La vida se les tornaba difícil bajo el dominio persa. La reformada vida israelí fue conducida por los escribas judíos Nehemías (Nehemías 1-6) y Esdras; este último instituyó la sinagoga y sus servicios de rezos, y coronó la Torá leyéndola en público ante la gran asamblea que instaló en Jerusalén. Comenzaba a renacer el impulso de comunidad religiosa, logrando que Dios volviera a estar en medio de ellos (Ageo 2:5,6,20)
Por su parte los samaritanos construyeron su propio Templo en el monte Garizim en 428 a. C. (II Macabeos 6,2).

### La herencia de Alejandro Magno

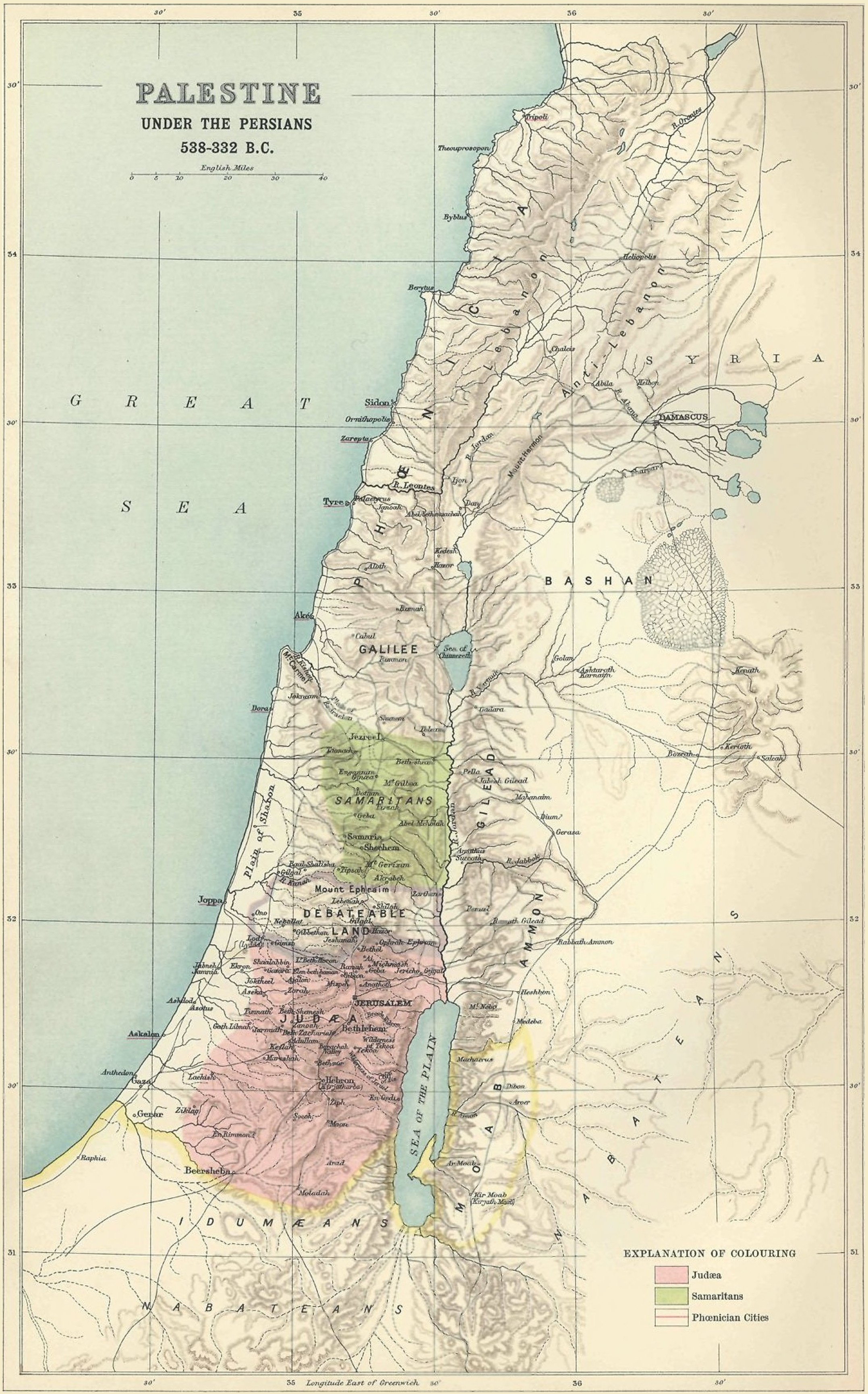
Tierra Santa en el período persa, 538-332 a. C.

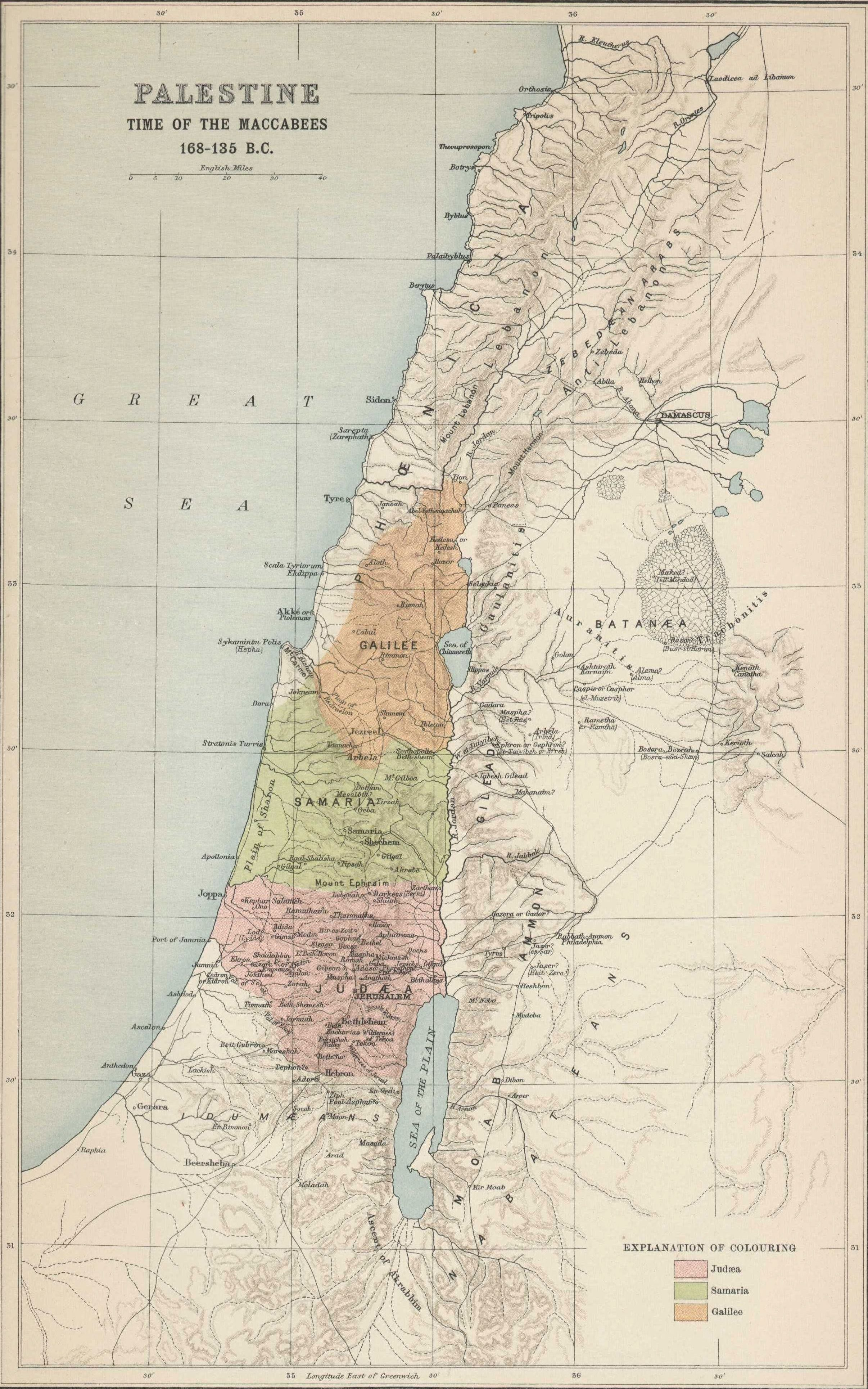
Ídem. en época de los macabeos, 168-135 a. C.

Los persas fueron derrotados por Alejandro Magno, en el 331 a. C., en cuyo imperio estaba incluido Israel. Se dice que no atacó Jerusalén después que una delegación de judíos lo convencieran de su lealtad, mostrándole las profecías contenidas en las escrituras que esto debía ocurrir.

Se levantará luego un rey valiente, el cual dominará con gran poder y hará su voluntad. Pero cuando se haya levantado, su reino será quebrantado y repartido hacia los cuatro vientos del cielo; no a sus descendientes, ni según el dominio con que él dominó; porque su reino será arrancado y será para otros fuera de ellos.
Daniel 11:3-4

Y el macho cabrío se engrandeció sobremanera; pero estando en su mayor fuerza, aquel gran cuerno fue quebrado, y en su lugar salieron otros cuatro cuernos notables hacia los cuatro vientos del cielo. Y de uno de ellos salió un cuerno pequeño, que creció mucho al sur, y al oriente, y hacia la tierra gloriosa.
Daniel 8:8-9

En el 323 a. C. moría Alejandro, y en la lucha por el poder Israel cambió de manos por lo menos cinco veces en apenas veinte años. Babilonia y Siria fueron gobernadas por los seléucidas, y Egipto por los ptolomeos. Durante el reinado de Ptolomeo II (281-246 a. C.) se tradujo la Septuaginta en Alejandría. En esta época comenzaron a tomar importancia algunas sectas, como los fariseos, saduceos y esenios.
El rey seléucida Antíoco IV Epífanes atacó y venció a los ptolomeos y conquistó su imperio, saqueando Jerusalén para usar los fondos del Templo. Entre 174-163 a. C. promulgó varias ordenanzas para conseguir la helenización de los judíos: trató de suprimir el culto a Yahveh, prohibió el judaísmo suspendiendo toda clase de manifestación religiosa y trató de establecer el culto a los dioses griegos. Las imposición de ideas griegas hacía sentir ‘esclavizados’ a los judíos (1.º Mac 8:18).
“...los sacerdotes ya no mostraban celo por el servicio del altar; sino que ...descuidando los sacrificios, ...eran invitados a lanzar el disco”(2.ª Macabeos 4:14,15).
Pero el sacerdote judío Matatías y sus dos hijos (los Macabeos) consiguieron levantar a los "judíos piadosos" (jasidim) en su contra y lo expulsaron. La fiesta judía de Jánuca conmemora este hecho (I Macabeos).

## Reino asmoneo (104 a.C. - 37 a.C.)

Reino asmoneo durante el reinado de Aristóbulo II

Judas Macabeo recuperó Jerusalén en 164 a. C., purificando el Templo, reanudando los sacrificios; en 150 a. C. se expulsó a los sirios de Jerusalén, formándose Judá como Estado judío independiente. Comenzaba el reinado de los Asmoneos, apoyado por los fariseos (168-142 a. C.). cuando el imperio seléucida cayó en 129 a. C., el estado judío adquirió plena autonomía.
Juan Hircano, hijo de Simón Macabeo y sumo sacerdote, gobernó desde Jerusalén entre 134 y 104 a. C., pero no fue reconocido como rey al no ser descendiente de David. Se anexionó Jordania, Samaria, Galilea e Idumea, con el apoyo de Roma. Los idumeos fueron forzados a convertirse al judaísmo.
En 105 a. C. el nuevo rey y sumo sacerdote de Judá, Alejandro Janneo, cambió el apoyo de los fariseos por el de los saduceos.

## Ocupación romana

Reino de Herodes el Grande, 40-4 a. C.

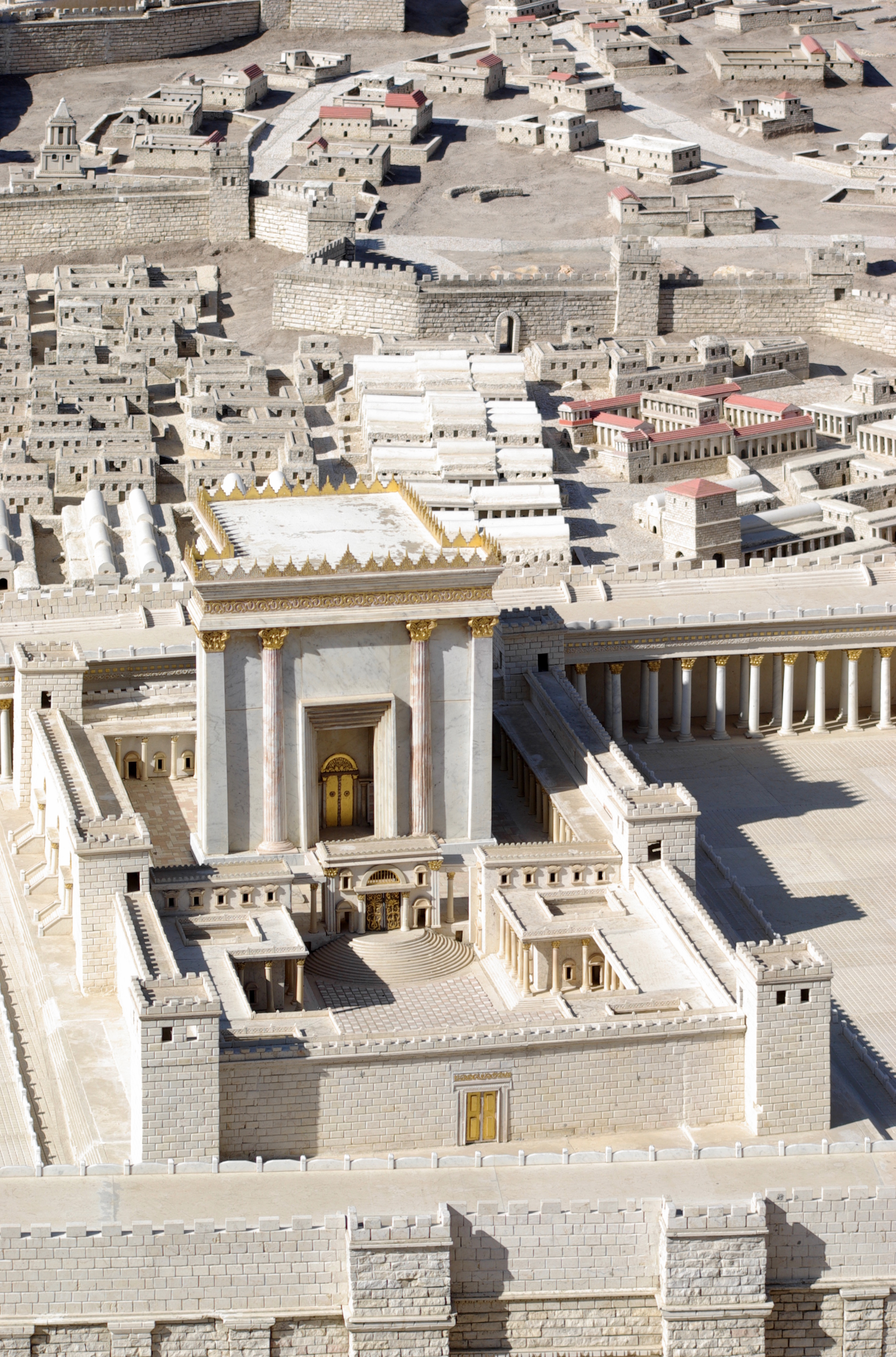
Segundo Templo de Jerusalén, con de las mejoras llevadas a cabo por Herodes,

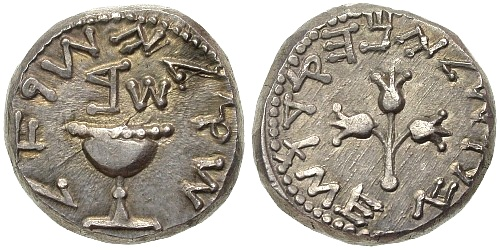
Antiguo shéquel de plata de Israel, con cáliz de kidush y tres granadas simbólicas de Judea, Samaria y Galilea, forjado en el segundo año de la primera guerra judeo-romana, 66-73

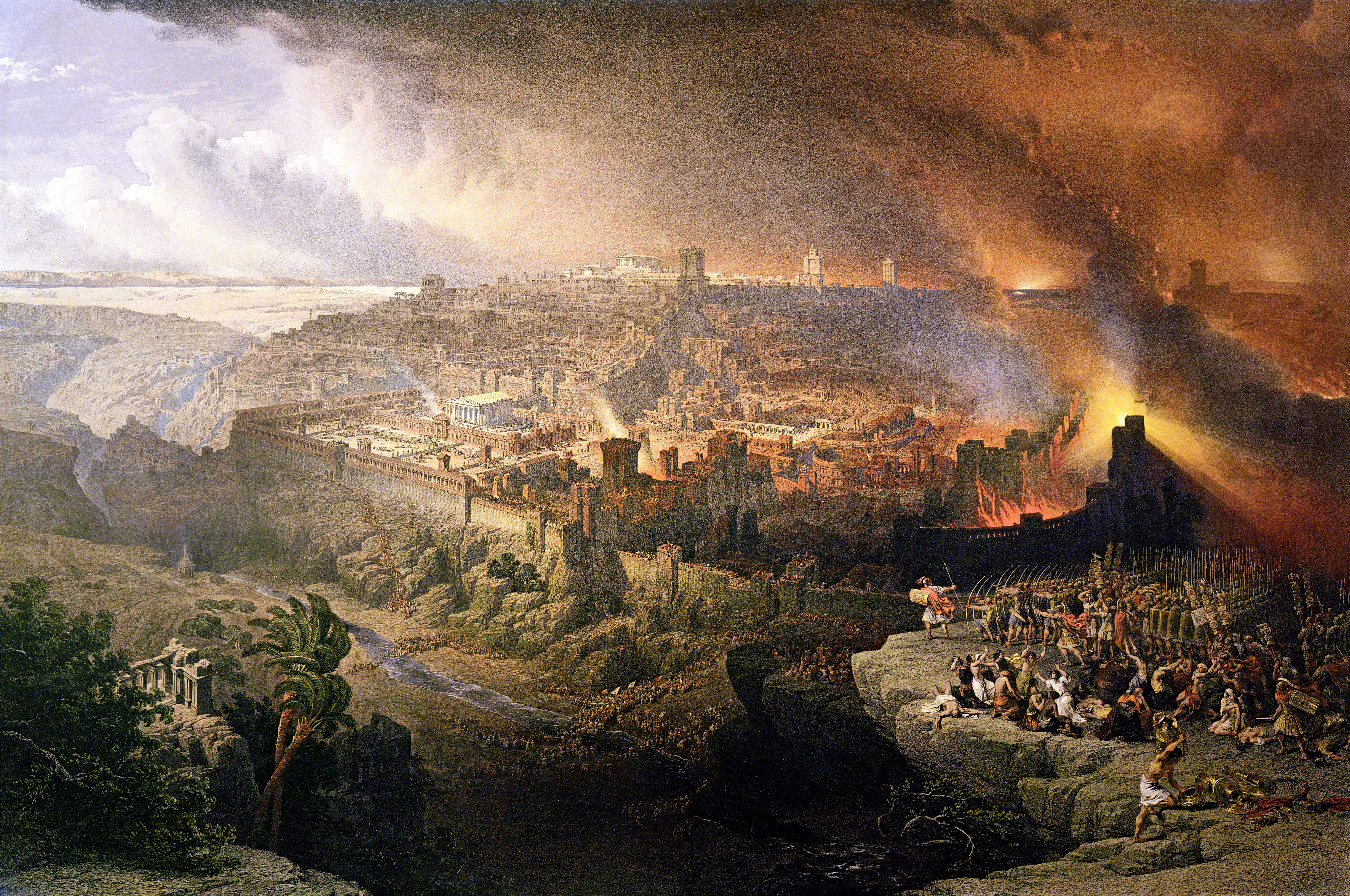
Sitio y destrucción de Jerusalén por los romanos bajo las órdenes de Tito, 70 d. C.

En el año 63 a. C. Pompeyo conquistó la región, convirtiéndola en reino tributario de Roma, y entre 57 y 55 a. C. Aulo Gabinio, procónsul de Siria, repartió el reino asmoneo en Galilea, Samaria y Judea, con 5 distritos bajo la jurisdicción del Sanedrín. Reprimió una revuelta popular y restituyó a Juan Hircano II como sumo sacerdote. Durante su campaña en Egipto, Alejandro, hijo de Aristóbulo II, arrebató a Hircano II el título de sumo sacerdote, pero en el año 54 a. C. Gabinio restableció el orden.
En 40 a. C. Herodes el Grande fue designado rey de los judíos por el Senado romano, lo que no indicaba independencia pero sí una cierta autonomía, y una total exención de impuestos. Durante su reinado nacieron Jesús de Nazareth y Juan Bautista. Le sucedió Herodes Antipas, nombrado tetrarca de Galilea y Perea el año 4 a. C.
En el año 6, Arquelao, etnarca de Samaria, Judea e Idumea fue depuesto por Augusto, y el territorio se anexionó a Siria como Provincia de Judea, con capital en Cesárea, bajo gobierno directo de Roma. Quirino, legado de Siria, organizó el primer censo de Judea al que se oponían los zelotes dirigidos por Judas el Galileo.
Siguió un breve periodo de paz en Judá y Galilea durante los años 7-26, durante los cuales murió (el año 9) Hillel, presidente del Sanedrín y opuesto a la rigidez religiosa de Shammai, y el año 18 el prefecto Valerio Grato nombró sumo sacerdote a Caifás, que sería depuesto en el 36 por el legado sirio Vitelio.
El año 26 Poncio Pilatos fue nombrado gobernador de Judea. Durante su mandato (26 - 36) fue decapitado Juan Bautista y crucificado Jesús. También fue depuesto por Vitelo.
Tras la muerte de Herodes Antipas el año 39, Claudio designa como rey de los judíos a Herodes Agripa I (41-44), a Herodes de Calcis y posteriormente a Herodes Agripa II, (48-100), séptimo y último rey de la familia Herodes.

### Primera guerra judío-romana
Comenzó en el año 66, cuando Eleazar ben Ananías, cesó los rezos y los sacrificios en el Templo en honor al emperador romano y mandó atacar a la guarnición de Jerusalén, todo ello debido al robo del tesoro del Templo. Herodes Agripa II huyó y los judíos consiguieron hacer frente al legado de Siria hasta la llegada del general Vespasiano en el año 67, que logró conquistar el norte. En el 69 fue nombrado emperador, dejando a su hijo Tito el encargo de tomar Jerusalén.

### Destrucción de Jerusalén
Tito logró tomar la ciudad y arrasar con la población en el año 70, destruyendo el segundo Templo, del cual solo se mantuvo parcialmente en pie la pared occidental, conocida actualmente como el "muro de los lamentos". La última fortaleza rebelde, Masada, cayó el año 73. A continuación, los romanos sustituyeron la figura del procurador por un pretor, y estacionaron de forma permanente la X Legión.
El rabino Yochanan ben Zakai, huido de Jerusalén, obtuvo el permiso del general romano para establecer un centro de aprendizaje judío y formar el Sanedrín en la ciudad de Yavne, lo que se considera el comienzo del judaísmo rabínico, cuando se recopiló la Halajá. El Sanedrín se convirtió en el cuerpo religioso, político y judicial supremo para los judíos por todo el mundo hasta el 425, cuando fue disuelto por el emperador Marciano.

### Segunda guerra judío-romana
Llamada guerra de Kitos, comenzó en el 113 debida a las medidas de Trajano contra los judíos: prohibición del estudio de la Torá y la observancia del Shabat, medidas tomadas para asegurarse la retaguardia mientras luchaba contra el Imperio Parto. La revuelta se produjo en varios lugares debido a la diáspora: en Cirene, desde donde se extendió a Alejandría, en Chipre, y en Mesopotamia, siendo duramente reprimida por los romanos. En el 118 fue nombrado emperador Adriano, que prometió autorizar la reconstrucción del Templo, lo que trajo la paz a la región.

### Tercera guerra judío-romana
En 132 estalló la rebelión de Bar Kojba, debida a varias razones, pero sobre todo a los decretos dictados por Adriano que prohibían el Brit Milá, la celebración del Shabat, y las leyes de pureza en la familia, así como por las noticias de que pretendía levantar un templo en honor de Júpiter sobre las ruinas del de Jerusalén.
Akiva ben Iosef, que presidía el Sanedrín, convenció al resto de sus miembros de nombrar nasí (príncipe) a Simón bar Kojba, que declaró la independencia frente al Imperio romano, manteniendo a Israel durante tres años como estado independiente y llegando a emitir su propia moneda. Los romanos enviaron nueve legiones para reconquistar Israel, adoptando una estrategia de tierra quemada: según Dión Casio, murieron 580.000 personas y se arrasaron 50 pueblos fortificados y 985 aldeas. Bar Kojba se refugió en la fortaleza de Betar, donde fue capturado y muerto por los romanos en el 135.
Jerusalén también fue arrasada, y para evitar el retorno de los judíos se construyó una ciudad romana, Aelia Capitolina, y se aposentó una guarnición en el lugar donde se había levantado el Templo. Para completar la humillación, se llamó desde entonces a la región Provincia de Palestina, eligiendo el nombre de los filisteos a quienes Roma identificó como enemigos de los judíos. La mayoría de la población judía fue asesinada, esclavizada o exiliada y la religión judía prohibida, con lo que el centro de la vida religiosa judía pasó a Babilonia. En el siglo IV, Constantino I el Grande permitió a los judíos regresar a Jerusalén a lamentar su derrota una vez al año, el 9 de Av, en el Muro de las Lamentaciones.

### Citas
1. ↑  Coogan, Michael D., ed. (1998). The Oxford History of the Biblical World (en inglés, p. 91). Oxford University Press. ISBN 9780195139372. Stager, Lawrence E. "Forging an Identity: The Emergence of Ancient Israel".
2. ↑  Whitelam, Keith (1997). La invención del antiguo Israel: el silencio de la historia de Palestina. (en inglés). Routledge.
3. ↑  Davies, Philip (1998). Escribas y Escuelas: la canonización de las Escrituras hebreas. (en inglés). Knox Press.
4. ↑  Kenyon, Kathleen M and Moorey, P.R.S. (1987). La Biblia y la reciente arqueología, pág. 19-26.
5. ↑   Aharoni, Yohanan. (1978). Arqueología del reino de Israel, pág. 80-89. Philadelphia.
6. 1 2  Matthews, Victor H. (2002). A brief history on ancient Israel (1. ed edición). Westminster John Knox Press. ISBN 978-0-664-22436-3. Consultado el 11 de septiembre de 2023.
7. ↑  McNutt, Paula M. (1999). Reconstructing the society of ancient Israel. Library of ancient Israel (1. publ edición). Westminster John Knox Press. ISBN 978-0-664-22265-9.
8. ↑  updated, Owen Jarus last (16 de marzo de 2022). «Ancient Israel: A Brief History». livescience.com (en inglés). Consultado el 11 de septiembre de 2023.
9. ↑  Vaux, Roland de (1997). Ancient Israel: its life and institutions. The Biblical resource series. Eerdmans Publishing Company. ISBN 978-0-8028-4278-7.
10. ↑  Halsall, Paul. «Canaan preisraelita» (en inglés). Archivado desde el original el 7 de septiembre de 2014. Consultado el 2007.
11. ↑   Gordon, Cyrus H. (1997). Génesis: un mundo de mitos y patriarcas. New York University Press.
12. 1 2  Gunneweg, Jan. «Archaeometry, Neutron Activation Analysis, Jan Gunneweg» (en inglés). Consultado el 2007.
13. ↑  Finkelstein, Israel y Silberman, Neil Asher (2001). The Bible Unearthed: Archaeology's New Vision of Ancient Israel and the Origin of its Sacred Texts. ISBN 0-684-86912-8.
14. ↑  Mayani, Zacharie. Los hicsos y el mundo bíblico.
15. ↑  Solamente desde el siglo IX a. C. hay fuentes asirias contemporáneas que permitan comprobar los datos bíblicos.
16. ↑  Se menciona a los habiru en las cartas de Amarna, que incluyen muchas de gobernantes cananeos vasallos, escritas en acadio —la lengua diplomática de la época— a los faraones egipcios en el siglo XIV a. C.
17. ↑  (Se ha encontrado el llamado Prisma de Tikunani, un artefacto de arcilla con una inscripción cuneiforme en acadio, que enumera los nombres de los soldados Habiru del rey Tunip-Teššup de Tikunani (un reino pequeño del norte mesopotámico). Este rey era contemporáneo del hitita Hattusili I (circa 1550 a. C.). Desgraciadamente resultó que la mayoría de los 438 soldados Habiru de Tunip-Tessup tenía nombres hurritas que no se podrían explicar en ninguna lengua cananea (la familia a la cual pertenece el hebreo) o ninguna otra lengua semítica. El resto de los nombres es semítico, excepto uno. Esto también planteó la duda sobre si Habiru no fuese un grupo étnico.
18. ↑  Finkelstein, Israel y Silberman, Neil Asher (2001). The Bible Unearthed: Archaeology's New Vision of Ancient Israel and the Origin of its Sacred Texts. ISBN 0-684-86912-8.
19. ↑  Mieroop, Marc van (2003). Historia del Oriente Próximo, 3.000-323 a. C. ISBN 0-631-22552-8.
20. 1 2  Redford, Donald (1992). Egipto, Canaan e Israel en los tiempos antiguos. Princeton University Press.
21. ↑  Abdelnour, Farras. «Ugarit» (en inglés). Archivado desde el original el 30 de mayo de 2012. Consultado el 2007.
22. ↑  Plesheth (pel-eh'-sheth) - Palabra #6429 del Strong’s Hebrew Bible Dictionary -
23. ↑  Éxodo 12:37: "Partieron los hijos de Israel de Ramesés hacia Sucot. Eran unos seiscientos mil hombres de a pie, sin contar los niños."
24. ↑  Simón Dubnow, Manual de la Historia Judía, Buenos Aires: Sigal, 1977, pp. 34 y 673; Gabrielle Sed-Rajna, Abecedaire du Judaïsme, París: Flammarion, 2000, p. 116; Philip Wilkinson, Religiões (Religions, 2008), Río de Janeiro: Zahar, 2011, p. 62.
25. ↑  H.W.F. Saggs, "Le monde juif avant l'Exil", en: Le monde du Judaïsme (The Jewish World, 1979), ed. Elie Kedourie, Londres y París: Thames & Hudson, 2003, p. 42. Análoga es la posición de Kenneth A. Kitchen (Rehabilitación del Antiguo Testamento, Michigan: William B. Eerdmans, 2003). El texto bíblico narra además que "los hijos de Israel [...] edificaron para el faraón las ciudades de almacenaje, Pitón y Ramesés" (Éxodo 1:6, 11).
26. ↑  Zwickel, Wolfgang; van der Veen, Pieter (23 de enero de 2017). «The Earliest Reference to Israel and Its Possible Archaeological and Historical Background». Vetus Testamentum 67 (1): 129-140. ISSN 0042-4935. doi:10.1163/15685330-12341266. Consultado el 9 de octubre de 2021.
27. ↑  Adrom, Faried (2016). «Israel in Berlin? Identifizierungsvorschläge zur Fremdvölkerliste Berlin 21687».  En Meyer-Blanck, Michael, ed. Geschichte und Gott: XV. Europäischer Kongress für Theologie (14.–18. September 2014 in Berlin) (en alemán). Evangelische Verlagsanstalt. pp. 288-301. ISBN 978-3-374-04580-8. Consultado el 27 de julio de 2023.
28. 1 2  Hawkins, Dr Ralph K. (1 de febrero de 2013). How Israel Became a People (en inglés). Abingdon Press. ISBN 978-1-4267-5543-9. Consultado el 27 de julio de 2023.
29. ↑  Ibid pág. 257-259
30. ↑  Falk, David (1 de enero de 2020). The Ark of the Covenant in Its Egyptian Context: An Illustrated Journey (en inglés). Hendrickson Publishers. p. 11. ISBN 978-1-68307-267-6. Consultado el 2 de marzo de 2025.
31. ↑  Kitchen, K. A. (9 de junio de 2006). On the Reliability of the Old Testament (en inglés). Wm. B. Eerdmans Publishing. p. 203. ISBN 978-0-8028-0396-2. Consultado el 2 de marzo de 2025.
32. ↑  Joshua Berman. "But is it History? The Historical Accuracy of the Tanakh". p. 19-21
33. ↑  James K. Hoffmeier. What is the biblical date for the exodus? a response to Bryant Wood. p. 235-239
34. ↑  Conquest of Canaán in Biblical Archeology (www.truthnet.org)
35. ↑  Dever, William G. (2001). What Did the Biblical Writers Know and When Did They Know It?. ISBN 0-8028-4794-3.
36. ↑  Dever, William G. (2003). Who Were the Early Israelites and Where Did They Come from?. ISBN 0-8028-0975-8.
37. ↑  Mazar, Amihai (1990). Arqueología de las tierras bíblicas, 10.000 - 586 adC. ISBN 0-385-42590-2.
38. ↑  Kitchen, Kenneth A. (2003). On the Reliability of the Old Testament. William B. Eerdmans Publishing Company. ISBN 0-8028-4960-1.
39. ↑  Estudio llevado a cabo dentro del Programa Científico Israelí y dedicado a la historia del pueblo judío (The Jewish People, Jerusalén: Keter, 1973, sección 7); conclusiones reafirmadas por Sarah Kochab (Israel, Barcelona: Folio, 2005, p. 26).
40. ↑  Finkelstein, Israel; Silberman, Neil (2001). The Bible Unearthed. Ed. Free Press. ISBN 0-7432-2338-1.
41. ↑  2 Samuel 2:10
42. ↑  Esta sección del texto bíblico, y el resto de los libros de Samuel parece pertenecer a una sola fuente, que retrata a Israel y Judea como reinos absolutamente distintos.
43. ↑  Conocido en hebreo como מנענעים—'sacudidor'; antiguo instrumento musical de percusión de aspecto similar a un sonajero pero con el cuerpo de metal, en forma de pala o de herradura y atravesado por una serie de varillas metálicas curvadas en su extremo; se tocaba agitándolo con una mano, con lo que las varillas, deslizándose lateralmente, chocaban con el cuerpo metálico y producían así el sonido.
44. ↑  וְדָוִ֣ד  וְכָל־  בֵּ֣ית  יִשְׂרָאֵ֗ל  מְשַֽׂחֲקִים֙ ... וּבִמְנַֽעַנְעִ֖ים  וּֽבְצֶלְצֶלִֽים. Estampilla israelí diseñada por Miriam Karoly en 1955-56.
45. ↑  2 Samuel
46. ↑  McKenzie, Steven (2002). King David: A Biography. Oxford University Press. ISBN 978-0-19-513273-1.
47. ↑  David y de Salomón: En busca de la Sagrada Biblia, los reyes y las raíces de la tradición occidental p. 20
48. ↑  Israel Finkelstein y Neil Asher Silberman,La Biblia desenterrada: Nueva visión arqueológica del antiguo Israel y el origen de su Sagrada Textos, p.132. Más este resumen del libro de Finkelstein y Silberman.
49. ↑   Ze'ev Herzog - La deconstrucción de las murallas de Jericó
50. ↑  Dever, William G. (2001). What Did the Biblical Writers Know and When Did They Know It?: What Archeology Can Tell Us About the Reality of Ancient Israel (en inglés). Wm. B. Eerdmans Publishing. ISBN 978-0-8028-2126-3.
51. ↑  Avraham Faust, Avraham; Garfinkel, Yosef; Madeleine Mumcuoglu, Madeleine (18 de junio de 2021). «The Study of the 10th Century BCE in the Early 21st Century CE: An Overview». Jerusalem Journal of Archaeology 1: 1-14. ISSN 2788-8819. doi:10.52486/01.00001.1. Consultado el 9 de octubre de 2021.
52. ↑  El patrón de asentamiento en el antiguo Judá, véase A. Ofer, "Toda la región montañosa de Judá: de la franja de la liquidación a una monarquía próspera", en I. Finkelstein y N. Na aman, eds.Del nomadismo a la monarquía(Jerusalén: Israel Exploration Society, 1994), pp. 92-121; "las colinas de Judea en el período bíblico", Qadmoniot 115 (1998), 40-52 (en hebreo), "el período monárquico en el Altiplano de Judea" en A. Mazar, ed. Estudios en el Arqueología de la Edad de Hierro en Israel y Jordania (Sheffield: Sheffield Academic Press, 2001), pp. 14-37.
53. ↑  Grabado de la Hagadá de Pésaj publicada en Ámsterdam en 1695 (Jewish Encyclopedia: Temple).
54. ↑  I Reyes 9, 28
55. ↑  Mapa desarrollado por la American Bible Society en 1888, considerando el estado de ambos reinos en 928 a. C., año en que murió el rey Salomón. La Franja de Gaza aparece en el mapa como parte del Reino de Judá y ello se debe a que los autores del mismo consideraban que los filisteos eran un pueblo que poseía ciudades-estado, en vez de una unidad territorial. El mapa en cuestión tiene por fin solo ilustrar de modo general y aproximativo las áreas de incidencia de cada uno de los reinos hebreos.
56. ↑  Estampilla israelí diseñada por Miriam Karoly en 1957. Simón Dubnow ha identificado el motivo del león rugiente en el antiguo sello israelita con el "Escudo de Jeroboam" (Historia del pueblo judío, Buenos Aires: Sigal, 1977, p. 110). Iconográficamente, el león del antiguo sello israelita tiene por referente último al León de Judá. Existen por lo menos otros dos antiguos sellos israelitas que fueron empleados con similares propósitos:

  - "Para Netanyahu Ne'evadyahu"
  - "Para Tamá, hijo de Miqneméle"

Debido a que el Reino de Israel tuvo dos monarcas llamados "Jeroboam", la opinión de académicos e historiadores respecto a cuál Jeroboam se refiere la inscripción del antiguo sello israelita no es del todo unánime; John Boardman y Zvi Yavetz lo ligan espacíficamente a Jeroboam II (The Cambridge Ancient History, Cambridge University Press, 1982, vol. III, parte 1, p. 501; "Les juifs et les grandes puissances de l'Antiquité", en: Le monde du judaïsme, Londres y París: Thames & Hudson, 2003, p. 90); Lawrence J. Mykytiuk, por otra parte, supone que el nombre "Jeroboam" en la inscripción del antiguo sello puede referirse a Jeroboam I (Identifying Biblical persons in Northwest Semitic inscriptions of 1200-539 B.C.E., Society of Biblical Literature, 2004, p. 136).
57. ↑  Alan Millard, Discoveries from Bible Times, Oxford: Lion, 1997, p. 121
58. ↑  El nombre en cuestión lejos está de haber sido único o extraordinario entre los judíos de la Antigüedad.
59. ↑  En un estudio llevado a cabo dentro del Programa Científico Israelí y dedicado a la historia del pueblo judío se afirma que el Reino de Judá emergió luego de la muerte de Salomón (The Jewish People, Jerusalén: Keter, 1973, sección 7); reafirmado por Sarah Kochab, Israel, Barcelona: Folio, 2005, p. 26.
60. ↑  I Reyes
61. ↑  II Crónicas
62. ↑  Estudio llevado a cabo dentro del Programa Científico Israelí y dedicado a la historia del pueblo judío (The Jewish People, Jerusalén: Keter, 1973, sección 7); también Sarah Kochab, Israel, Barcelona: Folio, 2005, p. 26.
63. ↑  Isserlin, B. S. J. The Israelites. Augsburg Fortress Publishers. ISBN 0-8006-3426-8.
64. ↑  Nuevas evidencias arqueológicas
65. ↑  Excavaciones recientes en Gath han revelado la evidencia del sitio y conquista de la ciudad.
66. 1 2 3 4 5 6 7 8 9 10 11 12 13  The Old Testament, Londres: Hermes, 2002, p. 239: "The Old Testament Prophets".
67. ↑  2 Reyes 14:23-25
68. ↑  Finkelsetein, Israel, and Silberman, Niel Asher (2002), "The Bible Unearthed: Archaeology's New Vision of Ancient Israel and the Origin of Its Sacred Texts" (Free Press)
69. ↑  Davies, Phillip R. (1998), "Scribes and Schools: The Canonization of the Hebrew Scriptures" (Westminister John Knox Press)
70. ↑  Martin Noth demostró que el Deuteronomio difiere de los otros cuatro libros del Pentateuco, y que fue compuesto en gran parte durante el reinado de Josías convirtiendo al rey en un héroe conectado de cerca con el sacerdocio de Siloé
71. ↑  De hecho 49 años, ya que se vieron obligados a permanecer allí entre 586 y 537 a. C.
72. ↑  París, Bibliothèque nationale de France, Jean Fouquet, peintre et enlumineur du XVe siècle, 2003.
73. ↑  Parte considerable del pueblo judío dejó Babilonia, mas otra parte permaneció en ella desde entonces.
74. ↑  Perspectiva decimonónica.
75. ↑  Óleo por Aert de Gelder, 1675; cuadro preservado y exhibido en el Museo Nacional de Bellas Artes, Buenos Aires; donación de Mario Hirsch, 1983 (Jorge Glusberg, Obras maestras del Museo Nacional de Bellas Artes, Buenos Aires: MNBA, 1996, p. 38). El Libro de Ester es la fuente de inspiración literaria de esta pintura: "Escribió Mardoqueo [...] y envió cartas a todos los judíos que estaban en todas las provincias del rey Asuero, cercanos y distantes, ordenándoles que celebraran el día decimocuarto del mes de Adar, y el decimoquinto del mismo mes, de cada año, como días en que los judíos estuvieron en paz con sus enemigos, y como el mes en que la tristeza se trocó en alegría, y el luto en festividad; que los convirtieran en días de banquete y de gozo, en día de enviar regalos cada uno a su vecino, y dádivas a los pobres" (Ester 9:20-22). La obra de Aert de Gelder es alternativamente conocida como "Ester y Mardoqueo escribiendo la primera carta del Purim" (MNBA Obra 8643). La información provista por el MNBA indica que Aert de Gelder trató en diversas ocasiones la historia de Ester, siendo ella popular en Holanda durante el siglo XVII, dado que el pueblo holandés parangonaba en ese entonces su propia lucha contra el yugo español con aquella que los judíos de la Antigüedad libraban contra sus enemigos. El Libro de Ester narra cómo una joven judía intercedió ante el rey persa Asuero (Jerjes) a fin de evitar la masacre de su pueblo, decreatada por Aman, quien era enemigo de los judíos. La masacre estaba prevista para un día "tirado a suertes". Mas la intervención de Ester contribuyó al triunfo de los judíos y a partir de ello se estableció la fiesta de Purim, nombre que deriva del persa p[u]r [Libro de Ester: "fue hechada Pur, esto es, la suerte"; Ester 3:7] y que significa "echar suertes". El tema era considerado ejemplificador y a su vez celebratorio del triunfo holandés respecto a su enemigo de entonces, España (Á.M. Navarro y A. Lo Russo; Texto obra MNBA 8643, consultado y adaptado 5 de agosto de 2014). Sin dar referencia ninguna, el sitio del MNBA determina que "Purim" es un "nombre que se deriva del sánscrito par o del persa por" (Obra MNBA 8643, consultado 5 de agosto de 2014); pero ello no es del todo exacto: Purim es ante todo un término del idioma hebreo, cuyo singular es Pur (פור), y que en dicha lengua, tanto la histórica como la moderna, es identificado con ha-goral, vocablo que es entendido en este caso como "la suerte" (פורים); el término es empleado en hebreo probablemente desde el siglo V a. C., siendo muy posible que el término hebreo provenga a su vez del persa Pur (Agencia Judía: Purim); Ernest Klein sugiere que el término Purim proviene del acadio puru y este a su vez del sumerio bur (A Comprehensive Etymological Dictionary of the English Language, Ámsterdam: Elsevier Scientific Publishing Co., 1971; Douglas Harper, "Purim", Online Etymology Dictionary, 2001-2014). Tanto el Webster's Revised Unabridged Dictionary como el Chambers's Twentieth Century Dictionary indican que la etimología de Purim es hebrea (Fine Dictionary: Purim). Con todo, ninguna de las fuentes consultadas sugiere un posible origen sánscrito para el término en cuestión. Consulta realizada 5 de agosto de 2014.
76. ↑  Siendo identificados a partir de la cronología de los reyes de Persia, y a través de Jerjes I en particular, Ester y Mardoqueo pertenecen al siglo V a. C.; "Ahasuerus", Jewish Encyclopedia, Nueva York, 1906; Robert J. Littman, "The Religious Policy of Xerxes and the Book of Esther", The Jewish Quarterly Review, 65/3, enero de 1975, pp. 145-148; Simón Dubnow, Historia Judía, Buenos Aires: Sigal, 1977, capítulo XIV; "Ahasuerus", Chabad, accedido 11 de agosto de 2014; atípicamente, han sido propuestos los siglos III-II a. C. (Shaul Shaked, "Book of Esther", Encyclopaedia Iranica, 1998-2012, VIII:6, pp. 655-657; consultado 11 de agosto de 2014).
77. ↑  George Adam Smith, Atlas of the Historical Geography of the Holy Land, 1915).
78. ↑  Smith, Atlas, 1915.
79. ↑  Modelo desarrollado por Michael Avi-Yonah y preservado en el Museo de Israel, Jerusalén (Second Temple Model Archivado el 6 de octubre de 2015 en Wayback Machine., accedido 12 de junio de 2014).
80. ↑  Óleo del pintor escocés David Roberts, realizado en 1850.
81. ↑  Josefo en Antigüedades judías, libro XVIII.
82. ↑  Enciclopedia Judía, Yochanan ben Zakai